# باتمان
باتمان أو الرجل الوطواط (بالإنجليزية: Batman) هو شخصية خيالية لبطل كتب مصورة خارق من دي سي كومكس (DC Comics)، ابتكار الشخصية يُنسب للفنان بوب كين والكاتب بيل فينغر. كان أول ظهور للشخصية في شهر مايو عام 1939. حين ظهر في العدد رقم 27 من مجلة القصص المصورة ديتكتيف كومكس عام 1939 ومنذ ذلك الوقت أصبح هو وسوبرمان وسبايدرمان، أشهر الأبطال الخارقين الخياليين، وقد ظهر كل منهم في عدة أفلام سينمائية ناجحة.
شخصية باتمان السرية هي بروس واين، الملياردير الأمريكي، والفتى اللعوب صاحب شركات واين التجارية وفاعل الخير الكبير. بعد أن رأى والديه يقتلان على يد أحد اللصوص في صغره، أقسم أن يحارب الجريمة أينما وجدت وأن ينتقم من المجرمين جميعاً دون أن يصبح واحداً منهم، فلا يقتل أو يغتال أحدهم مهما حصل. فتدرب على فنون القتال والتحري المختلفة منذ صغره، وصنع لنفسه بذلة مستوحاة من هيئة الخفافيش، التي كانت من أكبر مخاوفه في صغره، واتخذ أيضًا اسماً مستعاراً مستوحى من الخفاش. مسقط رأس باتمان هو مدينة غوثام الخيالية، وهو يتعاون مع عدة شخصيات رئيسية في سلسلة قصصه، منها ألفرد بنيوورث خادمه ومدبر منزله، والمفوض جيمس جوردون رئيس شرطة المدينة، وعدد من محاربي الجريمة الآخرين مثل ربيبه روبن. لا يتمتع باتمان بأي قوى خارقة، وإنما يعتمد على مهاراته التقنية والقتالية العالية والتكنولوجيا المتطورة، وذكائه الذي يصل إلى حد العبقرية، وقدراته التحليلية، وثروته الهائلة، وقوة إرادته. برزت عبر السنوات عدة شخصيات شريرة مناوئة لباتمان حقق بعضها شهرة واسعة بين محبي وهواة القصص المصورة، يبقى الجوكر أبرزها بلا منازع.
اكتسبت شخصية باتمان الكثير من الشعبية بعد أن نشرت أولى القصص، وسرعان ما قامت الشركة المنتجة بنشر مجلة خاصة تتناول مغامرات الشخصية حصراً خلال عقد الأربعينيات من القرن العشرين، ومع مرور السنوات ازدادت شعبية باتمان وكبر جمهوره، فانتقل إلى شاشة التلفاز في ستينيات القرن العشرين حيث تم إنتاج مسلسل تلفزيوني يتناول مغامرات باتمان وروبن، واستمر يُعرض بضعة سنوات. كان لذلك المسلسل الهادف إلى نشر الأخلاق بين الأطفال إلى جانب سياسة الحكومة الأمريكية التي فرضت على أصحاب دور النشر الابتعاد عن مشاهد ورسومات العنف والدمار والقتل في المجلات والكتب الموجهة للأطفال، أثر في جعل باتمان يبدو شخصية أكثر إشراقاً عما كان عليه في قصصه الأولى، وقد حاول الكثير من الكتاب إعادة الشخصية هذه إلى جذورها العنيفة والقاتمة كما كانت حين إطلاقها، فنجحوا بعض الشيء خلال سبعينيات القرن العشرين، وتكلل ذلك النجاح بقصة فرانك ميلر من سنة 1986 حاملة عنوان «عودة فارس الظلام» (بالإنجليزية: The Dark Knight Returns)، وبفيلم باتمان من إنتاج شركة وارنر برذرز عام 1989.

## قصة باتمان
هو الثري «بروس وين» صاحب الملايين وصاحب شركات وين. قتل والداه منذ صغره في حادثة سرقة حدثت أمام عينه. مما دفعه لتنمية قدراته الجسمانية والعقلية واتخذ الوطواط شعارا له ليحارب الجريمة. على عكس جميع الأبطال الخياليين لا يمتلك باتمان أي قدرات خارقة للطبيعة ولكنه يستخدم التكنولوجيا والعلم وذكاءه وثروته وقوته الجسمانية في حربه ضد الجريمة.
يحارب باتمان في المدينة الخيالية غوثام. ويساعده العديد من الشخصيات مثل شريكه في محاربة الجريمة روبن وخادمه ألفريد ومفوض الشرطة جيم جوردون والمرأة الوطواط، أما أعداؤه فهم الجوكر والبطريق وذو الوجهين وريدلر ورأس الغول، توفر قصص باتمان كغيرها من القصص المصورة مساحات كافية من الخيال قصد التوسع في مواقفها واستلهام بطولاتها وسلوكياتها والاقتداء بقدراتها ومهاراتها.
أصبحت شخصية باتمان شعبية جدا بعد تقديمة كما حصل لنفسه على كتاب بعنوان باتمان في عام 1940. وبعد عدة عقود ظهرت تفسيرات مختلفة للشخصية. أواخر عقد 1960 استخدم المسلسل التلفزيوني باتمان تغييرات جمالية استمرت لتترافق مع الشخصية لسنوات بعد انتهاء المعرض. عمل عدة مبتكرين على عودة باتمان إلى جذوره المظلمة، مع نتائج متفاوتة. الكتب المصورة من هذه المرحلة المظلمة بلغت ذروتها عام 1986 بسلسلة عودة فارس الظلام، لفرانك ميلر، فضلا عن باتمان: النكتة القاتلة لآلان مور ومصحة أركام: منزل خطير على أرض خطيرة لغرانت موريسون، وغيرها. وقد ساعد النجاح الكامل لوارنر برذرز في عمل أفلام عن باتمان باستمرار الاهتمام بالشخصية.
كونه رمز ثقافي أمريكي، ظهر في عديد من وسائل الإعلام، من الراديو إلى التلفزيون والسينما، كما ظهرت شخصيته في لعب الأطفال وألعاب الفيديو وبيعت جميع أنحاء العالم. في مايو 2011، وضع باتمان في المرتبة الثانية من أفضل 100 بطل خارق في كل العصور بعد سوبرمان،  ووضع أيضا في المرتبة الثانية في مجلة إمباير من أفضل 50 شخصية في كل العصور. وقد عرضت شخصيته في أفلام لويس ويلسون، روبرت لوري، آدم ويست، مايكل كيتون، كيفن كونروي، فال كيلمر، جورج كلوني، كريستيان بيل، وبن أفليك.

## تاريخ النشر

### البداية

التصميم الأصلي لباتمان بواسطة بوب كين

أدى النجاح الكبير الذي حققته شخصية سوبرمان في بداية عام 1939، إلى حث محرري شركة ناشونال بابليكاشينز (شركة «دي سي كومكس لاحقا)» على ابتكار شخصيات شبيهة. ابتكر «بوب كين» شخصية باسم «ذا بات مان»،  ذكر شريكه بيل فينغر «كان لدى كين فكرة عن شخصية تدعى» باتمان«، وأراد مني رؤية الرسومات. ذهبت إلى كين، وكان قد رسم الشخصية التي بدت كثيرًا مثل سوبرمان مع نوعا ما من الجوارب الحمراء، مع أحذية وبدون قفازات مع قناع دومينو صغير، ويتأرجح على حبل. ويمتلك جناحان مفرودان، كانت تشبه أجنحة الوطواط وكان تحته لافتة كبيرة مكتوب بها باتمان»،  جناح الوطواط كان يشبه الحرملة وتم اقتراحه من قبل بوب كين؛ الذي كان قد استوحى الرسم من رؤية رسومات ليوناردو دا فينشي لجهاز الطيران الأورنيثوبتر وهو طفل.
عرض فينغر بعض الاقتراحات مثل إعطاء الشخصية قناع بدلا من قناع الدومينو البسيط، حرملة بدلا من الأجنحة، وقفازات، وإزالة الأجزاء الحمراء من الزي الأصلي. وقال فنجر عن ابتكاره لاسم بروس واين في هوية الشخصية السرية:. «جاء الاسم الأول بروس واين من روبرت بروس، الوطني الاسكتلندي، بروس، كونه منغمس بالملذات، وكان رجل من طبقة النبلاء فلقد بحثت عن الاسم الذي يوحي بالاستعمار، حاولت آدامز، هانكوك... ثم فكرت في ماد أنتوني واين». وقال في وقت لاحق أن اقتراحاته قد تأثرت بشخصية الشبح التي كتبها لي فولك.
رسم كين وفينغر الشخصية طبقا الثقافة الشعبية المعاصرة في عقد 1930 فيما يتعلق بكثير من مظهر، وشخصية، وأسلوب، وأسلحة باتمان. وجدت تفاصيل الشخصية سابقا في روايات اللب، الشرائط المصورة، وعناوين الصحف، وتفاصيل السيرة الذاتية تشير إلى كين نفسه. كبطل أرستقراطي ذو هوية مزدوجة، وأسلاف باتمان هم الأناغالس الحقلي (ابتكر الشخصية البارونة إيما أوركزي عام 1903) وزورو (ابتكر الشخصية جونستون مكولي عام 1919). ومثل هذه الشخصيات، كان باتمان يقوم بأعماله البطولية في سرية، وكان يتجنب الشك في شخصيته الحقيقية من خلال القيام بدور الأحمق أمام الجمهور، وتميز عمله بوجود رمز توقيع مثلهم. وأشار كين بوجود تأثير لأفلام علامة زورو (1920)، وهمسات الوطواط (1930) على ابتكار أيقونة الشخصية. ألهم فينغر بالرسم من أبطال مثل دوكتور سافاج، الظل، ديك تريسي وشيرلوك هولمز، مما جعل الشخصية متخصصة في السرية.
في كتابة سيرته الذاتية عام 1989، كين عرض مساهمات فينغر لابتكار شخصية باتمان:

### بيانات وتفاصيل ابتكار الشخصية
تنازل كين عن حقوقه الملكية للشخصية مقابل تعويضات أخرى. من ذلك، أن يكون اسمه ظاهراً بشكل إلزامي على جميع قصص باتمان المصورة؛ لكن اسمه لم يظهر بصيغة «باتمان، من ابتكار: بوب كين»، بل كتب وحده ببساطة مع عنوان صفحة كل قصة. اختفى اسمه بعد ذلك من الكتب المصورة في منتصف عقد الستينيات، وحل محله بيانات الكتاب والفنانين الفعليين لكل قصة. وفي أواخر عقد السبعينيات، بعدما حصل جيري سيغل وجو شوستر على حق كتابة بياناتهما بعبارة «من ابتكار» على عناوين سوبرمان، ووليام مولتون مارستون بحصوله على حق ابتكار شخصية المرأة المعجزة، أصبحت قصص باتمان تأتي مع عبارة «من ابتكار: بوب كين» بالإضافة إلى بيانات الكُتاب والرسامين الآخرين.
لم يتلق قينغر نفس الاعتراف. في حين أنه تم كتابة بياناته في أعمال دي سي الأخرى منذ عقد الأربعينيات، وفي عقد الستينيات، بدأ بالحصول على اعتراف محدود في كتابة باتمان. في صفحات باتمان العدد 169 (فبراير 1965) على سبيل المثال، المحرر يوليوس شوارتز عرفه بأنه مبتكر شخصية رجل الألغاز، أحد أعداء باتمان. ومع ذلك، عقد فينغر تركه فقط مع كتاباته للصفحات بدون كتابة بياناته. كتب كين، «لقد شعر بيل بخيبة أمل بسبب عدم وجود إنجازات كبيرة في مسيرته. وشعر بأنه لم يستخدم قدراته الإبداعية إلى أقصى حد ولقد فاته قطار النجاح». وعند وفاة فينغر في عام 1974 لم تنسب دي سي رسميا لفينغر المشاركة في ابتكار باتمان.
جيري روبنسون، الذي عمل أيضا مع فينغر وكين على السلسلة في ذلك الوقت، انتقد كين لعدم تقاسم البيانات. وذكر أن فينغر شعر بالاستياء من موقفه، مشيرا في مقابلة عام 2005 مع مجلة ذا كوميكس جورنال:
على الرغم من أن كين في البداية دحض مطالبات فينغر في الحصول على حق ابتكار الشخصية، فقد كتب رسالة مفتوحة إلى الجماهير في عام 1965 قال فيها «إنه بدا لي أن بيل فينغر قد أتاه شعور بأنه قد ابتكر باتمان وليس أنا، وكذلك ابتكر روبن وجميع شخصيات الأشرار والشخصيات الأخرى، وهذه العبارة خادعة وغير صحيحة تماما». كما علق كين نفسه على عدم وضع اسم فينغر من ابتكار الشخصية. «المشكلة مع كونك كاتبًا» شبحا«أو فنانا يجب عليك أن تظل مجهولا دون بيانات. ومع ذلك، إذا كان أي أحد يريد وضع اسمه، عليه أن يتوقف عن كونه» شبحا«أو تابعا وسيصبح رائدا أو مبتكرا.»
في عام 1989، كان كين قد أعاد النظر في وضع فينغر، وذكر في مقابلة:

### السنوات الأولى

باتمان في أول ظهور له في ديتيكتيف كومكس العدد 27 (مايو 1939).
صمم الغلاف بوب كين.

نشرت أول قصة لباتمان، "قضية النقابة الكيميائية" في ديتيكتيف كوميكس العدد 27 (مايو 1939). وقال فينغر، "لقد كتب باتمان في الأصل بأسلوب اللب"، " وكان هذا التأثير واضحا مع ندم باتمان القليل على ما سببه من قتل أو تشويه للمجرمين. أثبت باتمان بأنة شخصية قوية ناجحة، وحصل على عنوانه الخاص المنفرد في عام 1940، بينما واصل نجوميته في ديتكتيف كومكس، بحلول ذلك الوقت، كانت ناشونال (دي سي كوميكس لاحقا) في قمة المبيعات والناشر الأكثر تأثيرا في الصناعة، كان باتمان والبطل الرئيسي الآخر للشركة، سوبرمان، الشخصيات الرئيسية في نجاح الشركة. ولقد ظهرت الشخصيتان جنبا إلى جنب كنجوم سلسلة أجود القصص المصورة في العالم، والتي كان عنوانها الأصلي أفضل قصص مصورة في العالم عند بدايتها في عام 1940، المبتكرون ومنهم جيري روبنسون وديك سبرانغ عمل أيضا على السلسلة خلال هذه الفترة.
على مدار سلاسل باتمان القليلة الأولى، أضيفت عناصر إلى الشخصية وتطور التصوير الفني لباتمان، وأشار كين أنه في خلال ستة أعداد فقد جعل ذقن الشخصية أكثر وضوحا، وإطالة الأذنان على الزي، «بعد نحو عام كانت تقريبا الشخصية كاملة، باتمان الناضج»، قال كين،  وعرض حزام أدوات باتمان المميز في العدد 29 من ديتيكتيف كوميكس (يوليو 1939)، تبعها الباتارينغ الشبيهة بالكيد وأول مركبة مصممة على شكل وطواط طائرة بات في العدد 31 (سبتمبر 1939). وتم الكشف عن أصل الشخصية في العدد 33 (نوفمبر 1939)، التي تكشف في صفحتين القصة التي سببت شخصية باتمان المكتئبة، وهي شخصية يحركها وفاة والديه. كتبها فينغر، وقد شاهد الشاب بروس واين مقتل والديه على يد لص. وبعد أيام، وفي قبرهم، تعهد الطفل أن «بأرواح والداي سوف أنتقم من وفاتهم بقضاء بقية حياتي أحارب جميع المجرمين».
بدأت الشخصية المصورة سابقا لباتمان في اللين في ديتيكتيف كوميكس العدد 38 (أبريل 1940) وذلك بدخول شخصية (روبن)، الصبي المصاحب لباتمان في محاربة الجريمة. قدمت شخصية روبن، بناء على اقتراح فينغر بأن باتمان في حاجة إلى شخص مثل "واطسون" يمكنه الحديث معه. تضاعفت المبيعات تقريبا، على الرغم من أن كين كان يفضل أن يعمل باتمان منفردا." وكان العدد الأول من السلسلة الفردية باتمان بارزا ومهما ليس فقط لإدخال اثنين من أهم أعدائه، الجوكر والمرأة القطة، ولكن القصة شهدت إطلاق باتمان النار على بعض العمالقة المتوحشين حتى الموت. تلك القصة دفعت المحرر ويتني ألسويرث لكي يقرر أن الشخصية لم يعد باستطاعتها القتل أو استخدام الأسلحة النارية.
بحلول عام 1942، كان الكتاب والفنانين وراء قصص باتمان قد وضعوا معظم العناصر الأساسية لشخصية الأسطورة باتمان. وفي السنوات التي أعقبت الحرب العالمية الثانية، اعتمدت دي سي كوميكس «نهجا تحريريا بعد الحرب بتقليل التشديد على التعليقات الاجتماعية بشكل متزايد لصالح الأحداث الخيالية المرحة». كان تأثير هذا النهج التحريري واضحا في قصص باتمان في فترة ما بعد الحرب. حيث تمت إزالته من «العالم الكئيب والمهدد» في السلاسل في أوائل عقد الأربعينات، وبدلا من ذلك يصور باتمان كمواطن محترم وشخصية الأب التي تسكن عالم «مبهج ومشرق».

### عقد الخمسينيات وأوائل عقد الستينيات من القرن العشرين
كانت شخصية باتمان واحدة من عدد قليل من الشخصيات الخارقة التي تنشر باستمرار، إلى أن تراجع اهتمام الجمهور بهذا النوع من الشخصيات خلال عقد الخمسينيات. في قصة «أقوى فريق في العالم» الصادرة في مجلة سوبرمان العدد 76 (يونيو 1952)، كون باتمان مع سوبرمان فريقا لأول مرة وكشف الثنائي هويتهما السريتان لبعضهما البعض. وبعد نجاح هذه القصة، أعيد تجديد سلسلة «أجود القصص المصورة في العالم» لكي يقوم ببطولتها كلا البطلين معاً، بدلا من القصص المنفصلة لباتمان وسوبرمان التي كانت موجودة من قبل. وقد أدى اتحاد الشخصيتين معاً إلى نمو في مبيعات شركة النشر دي سي كوميكس، لتظل هذه السلسلة من القصص مستمرة بالنشر حتى إلغائها في عام 1986.
تعرضت قصص باتمان للنقد عندما أصبحت صناعة الكتب المصورة تحت الرقابة مع نشر كتاب عالم النفس، فريدريك ويرثام (إغواء الأبرياء) في عام 1954. طرح ويرثام أن الأطفال يحاولون تقليد الجرائم التي ترتكب في الكتب المصورة، وأن هذه الأعمال تفسد أخلاق الشباب. انتقد ويرثام احتواء قصص باتمان على إيحاءات جنسية مثلية. تسببت انتقادات ويرثام في موجة من الغضب العام خلال عقد الخمسينيات، مما أدى في النهاية إلى تأسيس لجنة الرقابة على القصص المصورة. تصاعد التوجه نحو شخصية «باتمان الأكثر إشراقا» في سنوات ما بعد الحرب بعد إدخال قانون القصص المصورة. وقد اقترح العلماء المختصون دخول شخصية باتوومن (المرأة الوطواط) (في عام 1956) وباربرا غوردن باتغيرل (الفتاة الوطواط) (في عام 1961) لدحض الادعاء بوجود مثلية جنسية في القصص ولكي يكون هناك حضور للعنصر النسائي فيها.
في أواخر عقد الخمسينيات، أصبحت قصص باتمان تدريجيا أكثر توجها نحو الخيال العلمي، وهي محاولة لمحاكاة نجاح شخصيات دي سي الأخرى التي انخرطت في هذا النوع. أُدخلت شخصيات جديدة مثل الفتاة الوطواط، إيس كلب الصيد الوطواط، ومايت الوطواط. شهدت مغامرات باتمان في كثير من الأحيان تحولات غريبة أو مخلوقات فضائية غريبة. وفي عام 1960، ظهر باتمان لأول مرة كعضو في فرقة العدالة الأمريكية في قصة الشجاع والجريء العدد 28 (فبراير 1960)، وظهر في عديد من قصص فرقة العدالة التي بدأت في وقت لاحق من ذلك العام نفسه.

### مظهر جديد لباتمان
بحلول عام 1964، انخفضت مبيعات قصص باتمان بشكل كبير. ونتيجة لذلك، أشار بوب كين أن دي سي كانت «تخطط للقضاء على باتمان نهائيا». وردا على ذلك، تم تعيين المحرر يوليوس شوارتز ليتكفل بقصص باتمان. ترأس شوارتز مجموعة من التغييرات الجذرية، بدءا من عام 1964 في ديتيكتيف كوميكس العدد 327 (مايو 1964)، والتي ظهرت باسم «مظهر جديد». عرض شوارتز التغييرات المصممة لجعل باتمان أكثر عصرية، وإعادته إلى المزيد من القصص ذات طابع المباحث والتحقيقات؛ فقام بإحضار الفنان كارمين إنفانتينو للمساعدة في إصلاح الشخصية، ليقوم إنفانيتو بدوره بإعادة تصميم سيارة الوطواط، وتعديل زي باتمان لإدراج الشكل البيضاوي الأصفر خلف شارة الوطواط. كما أُلغيت شخصيات المخلوقات الفضائية، وخاصية السفر عبر الزمن، وكذلك شخصيات عقد الخمسينيات مثل المرأة الوطواط، وإيس، ومايت الوطواط. وبالنسبة لكبير خدم باتمان «ألفرد» فقد تقرر أن يموت مقتولاً (إلا أن قصة وفاته قد ألغيت لاحقاً وبسرعة)، بينما أتت إحدى القريبات الجديدات لأسرة واين، وهي «العمة هارييت» للعيش مع بروس واين وديك غرايسون.

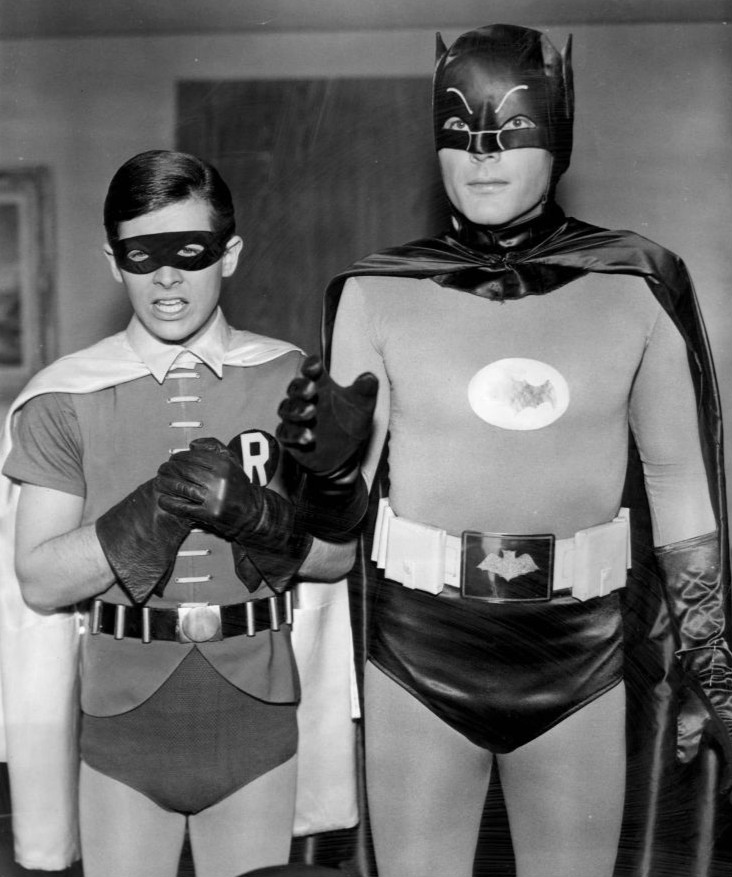
آدم ويست في دور باتمان (يمين) وبورت وورد في دور روبن (يسار) من مسلسل باتمان عام 1966.

ظهور باتمان لأول مرة في المسلسل التلفزيوني باتمان في عام 1966 كان له تأثير عميق على الشخصية. لقد أدى نجاح المسلسل إلى ازدهار في صناعة الكتب المصورة، ووصل تداول قصص باتمان إلى ما يقرب من 900,000 نسخة،  أدخلت عناصر مثل شخصية الفتاة الوطواط وتمت إضافة التغييرات الجمالية في المسلسل إلى القصص؛ كما أن الفضل يعود لهذا المسلسل في عودة شخصية (ألفرِد). على الرغم من أن كلاًّ من القصص والمسلسل كانا ناجحيْن لبعض الوقت، إلا أن التغييرات الهزلية في المسلسل لم تكن بالمستوى المطلوب مما أدى إلى إيقافه في عام 1968. وفي أعقاب ذلك، فقدت قصص باتمان نفسها شعبيتها مرة أخرى. كما أشار يوليوس شوارتز بقوله: «عندما كان المسلسل التلفزيوني ناجحا، طلب مني أن أقوم بالتغييرات المناسبة، وبالطبع عندما أصبح المسلسل باهتاً، بهتت معه أيضا القصص المصورة».
بدءًا من عام 1969، بذل الكاتب دينيس أونيل والفنان نيل آدمز جهدا متعمدا لإبعاد باتمان من التصوير المصطنع لشخصيته في المسلسل التلفزيوني الذي عرض في عقد الستينيات وعودة باتمان إلى جذوره بشخصية «المنتقم القاتم من الليل». وقال أونيل إن فكرته كانت «إعادة باتمان ببساطة من حيث بدأ. لقد ذهبت إلى مكتبة دي سي وقرأت بعض القصص السابقة. حاولت الإحساس بشعور كين وفينغر».
تعاون أونيل وآدامز على قصة «سر القبور المنتظرة» (ديتيكتيف كوميكس العدد 395، يناير 1970). وكانت بعض القصص نتيجة تعاون حقيقي بين أونيل، آدامز، شوارتز، وديك جيوردانو، وفي الواقع كان كل هؤلاء الرجال مختلطين ومتصلين مع مختلف المبدعين الآخرين خلال عقد 1970. ومع ذلك كان تأثير عملهم «هائلا». قال جيوردانو «عدنا إلى قتامة، وظلام شخصية باتمان، وأعتقد أن هذا هو سبب ظهور هذه القصص بشكل جيد...» بينما حقق عمل أونيل وآدامز شعبية مع الجماهير، الإشادة ساعدت قليلًا في انخفاض المبيعات. مثلما حدث مع إشادة الجماهير بالكاتب ستيف إنغلهارت والفنان مارشال روجرز في ديتيكتيف كوميكس الأعداد 471-476 (أغسطس 1977 - أبريل 1978)، واستمر التأثير على فيلم باتمان عام 1989 وسلسلة الرسوم المتحركة باتمان، التي ظهرت عام 1992. وبغض النظر، استمر الانخفاض خلال عقد السبعينيات وعقد الثمانينيات، لتصل إلى أدنى مستوياتها في عام 1985.

### عودة فارس الظلام

غلاف العدد الأول من عودة فارس الظلام والتي أعادت تعريف باتمان في عقد 1980.
صمم الغلاف فرانك ميلر.

لقد قامت السلسلة المحدودة لفرانك ميلر «عودة فارس الظلام» (فبراير - يونيو 1986) بإعادة شخصية باتمان لحيوتها؛ وهي السلسلة التي تحكي قصة باتمان في عمر 55 سنة بعد اعتزاله محاربة الجريمة في مستقبل محتمل الحدوث. وبالفعل، لقد نجحت سلسلة عودة فارس الظلام ومنذ ذلك الوقت أصبحت واحدة من أهم سلاسل القصص،  كما أعادت هذه السلسلة شعبية الشخصية بين جماهير القراء.
في ذلك العام الذي تولى فيه دينيس أونيل منصب تحرير عناوين باتمان ووضع نموذج لتصوير سلسلة باتمان التالية أزمة على الأرض اللانهائية. عمل أونيل وهو يعتقد أنه تم تعيينه لتجديد الشخصية، ولذلك حاول الكتابة بأسلوب مختلف عن الكتابات السابقة. كان نتيجة ذلك الأسلوب المختلف قصة «عام واحد» في سلسلة باتمان الأعداد 404-407 (فبراير - مايو 1987)، وقام فيها فرانك ميلر والفنان ديفيد مازوتشيلي بإعادة تعريف أصول الشخصية. تابع الكاتب آلان مور والفنان براين بولاند هذا الاتجاه الظلامي في قصة من 48 صفحة وهي باتمان: النكتة القاتلة عام 1988، والتي فيها حاول الجوكر دفع المفوض جوردون للجنون، ويقوم بشل باربرا ابنة غوردون، ثم يختطف ويعذب المفوض غوردون، جسديا ونفسيا.
حصدت قصص باتمان المصورة اهتماماً كبيراً في عام 1988 عندما دعت دي سي كوميكس القراء للتصويت على ما إذا كانوا يريدوا جيسون تود، (روبن الثاني)، أن يعيش أو يموت. وكانت النتيجة اختيار القراء موت جيسون بفارق ضيق 28 صوتا (انظر باتمان: وفاة في العائلة)،  شهد العام التالي إصدار تيم برتون لفيلم باتمان، والذي أعاد الشخصية للاهتمام الجماهيري بقوة، محققا ملايين من الدولارات في شباك التذاكر، وملايين أكثر في الترويج والتسويق، ومع ذلك، الثلاثة أفلام التالية: عودة باتمان للمخرج تيم برتون وباتمان للأبد وباتمان وروبن للمخرج جويل شوماخر لم يقوموا بنفس النجاح في شباك التذاكر، الفيلم الرابع في السلسلة، باتمان وروبن للمخرج جويل شوماخر، كان فاشلًا نقديًا وتجاريًا، ثم استمرت سلسلة أفلام باتمان بصدور أفلام بداية باتمان عام 2005 وفارس الظلام عام 2008 ونهوض فارس الظلام عام 2012 من إخراج كريستوفر نولان، في عام 1989، تم بيع ما يقرب من مليون نسخة من العدد الأول من قصة أساطير فارس الظلام، (أول عنوان جديد منفرد لباتمان منذ ما يقرب من 50 عاما).
تم إدخال شرير جديد في قصة سقوط الفارس عام 1993، وهو باين، والذي أصاب باتمان بإصابات بالغة، جان بول فالي، والمعروف باسم عزرائيل دعي إلى ارتداء بدلة باتمان خلال فترة شفاء بروس واين، عمل الكتاب دوغ مونش، تشاك ديكسون، وآلان غرانت على قصة باتمان «سقوط الفارس»، وقد ساهموا أيضا في قصص باتمان الأخرى خلال عقد 1990. عملت قصة «كارثة» في عام 1998 كمقدمة لقصة «المنطقة المحرمة» في عام 1999، وهي قصة استمرت لسنوات طويلة وتخللت في جميع القصص المتعلقة بباتمان والتي تتعامل مع الآثار المترتبة على مدينة جوثام التي دمرها زلزال. في نهاية قصة «المنطقة المحرمة»، استقال أونيل من منصبه كمحرر وحل محله بوب شريك.
كاتب آخر برز على الساحة في قصص باتمان المصورة، وهو جيف لوب. فقد كتب مع معاونه منذ فترة طويلة تيم سيل، السلاسل المصغرة («الهالووين الطويل» و«النصر المظلم»)، مما أدخل مسيرته في كتابة باتمان في منافسة مبكرة مع أعداء باتمان الذين كتبهم (وأبرزهم ذو الوجهين، الذي أعيد تصور أصله من قبل لوب)، أثناء التعامل مع قصص العطلة والجلاد التي تحتوي على مختلف القاتلين المتسلسلين الغامضين. في عام 2003، تعاون لوب مع الفنان جيم لي للعمل على قصة غامضة أخرى: «باتمان: هاش» لكتاب باتمان الرئيسي. القصة ذات الاثنا عشر عدداً شهدت مرور باتمان والمرأة القطة بمشقات كثيرة ضد جميع أعداء باتمان، ومعهم جايسون تود العائد من الموت على ما يبدو، عند السعي إلى معرفة هوية الشرير الغامض هاش، فشلت شخصية هاش في الشهرة والانتشار بين القراء، لكن نجحت مبيعات القصة بالنسبة لشركة دي سي. كما كانت القصة أول كتاب مصور لجيم لي منذ ما يقرب عقد من الزمان، أصبحت السلسلة رقم 1 في مبيعات شركة دايموند كوميك ديستربيوشن لأول مرة منذ عدد باتمان رقم 500 (أكتوبر 1993)، وظهور جايسون تود وضع الأساس للكاتب جاد وينيك لاحقًا ليصبح كاتب لقصة باتمان، مع أعداد ملحمية متعددة أخرى، باسم «أندر ذا هود»، التي استمرت في قصة باتمان 637-650.
في عام 2005، أصدرت دي سي سلسلة كل النجوم باتمان وروبن، سلسلة كوميكس فردية صدرت خارج عالم دي سي الحالي. كتبت بواسطة فرانك ميلر ورسمها جيم لي، حققت السلسلة النجاح التجاري لدي سي كوميكس على الرغم من الانتقادات التي وجهت إليها على نطاق واسع من قبل النقاد لطريقة الكتابة والرسومات العنيفة.
بدءًا من عام 2006، كان الكتاب الذين يكتبون بانتظام عن باتمان وديتيكتيف كوميكس هما غرانت موريسون وبول ديني، قام غرانت موريسون بإعادة دمج العناصر المثيرة للجدل لباتمان (وأبرزها، قصص الخيال العلمي في كوميكس باتمان في عقد 1950، والتي عدلها موريسون مثل هلوسة باتمان تحت تأثير مختلف غازات السيطرة على العقل وتدريبات الحرمان الحسي المكثفة)، بلغ موريسون ذروته مع باتمان في «باتمان أرقد في سلام»، والتي جعل فيها باتمان يواجه منظمة «القفاز الأسود» الشريرة التي سعت لدفع باتمان إلى الجنون. «باتمان أرقد في سلام.» انتقلت بسلاسة إلى الأزمة النهائية (والتي كتبت أيضا من قبل موريسون)، التي شهد الوفاة الظاهرية لباتمان على يد دارك سايد. في عام 2009 في السلسلة المصغرة باتمان: معركة من أجل القناع، صديق وين السابق ديك غرايسون أصبح باتمان الجديد، وأصبح داميان ابن واين روبن الجديد. وفي يونيو 2009، عاد جاد وينيك لكتابة باتمان، في حين منح غرانت موريسون سلسلته الخاصة، بعنوان باتمان وروبن.
في عام 2010، شهدت قصة باتمان: عودة بروس واين سفر بروس عبر التاريخ، والعودة في نهاية المطاف إلى الوقت الحاضر. على الرغم من استعادته لعباءة باتمان، فقد سمح أيضًا لغرايسون بمواصلة القيام بدور باتمان. قرر بروس إعلان حربه على الجريمة على الصعيد العالمي، وهو المحور الرئيسي لقصة باتمان للإعلام. أعلنت دي سي كوميكس لاحقًا أن غرايسون سيكون الشخصية الرئيسية في باتمان وديتيكتيف كوميكس وباتمان وروبن، في حين سيكون واين الشخصية الرئيسية في باتمان للإعلام. أيضًا، ظهر بروس في سلسلة أخرى جارية، وهي باتمان: فارس الظلام.

### مجموعة السلاسل (الاثنان والخمسون) الجديدة
في سبتمبر 2011، ألغت دي سي كوميكس جميع سلاسل كتب الأبطال الخارقين، بما في ذلك سلسلة كتب باتمان، واستؤنفت بعدد أول جديد كجزء من بداية تشغيل مجموعة السلاسل الـ52 الجديدة. بروس واين هو الشخص الوحيد الذي نشر اسمه كباتمان ويظهر في القصص التي تحمل العناوين: باتمان، وديتيكتيف كوميكس، وباتمان وروبن، وباتمان: فارس الظلام. أما ديك غرايسون فيعود إلى عباءة شخصية «نايتوينغ» ويظهر في سلسلته الخاصة به. بينما غُير تاريخ الكثير من الشخصيات تغييراً كبيراً لجذب القراء الشباب والجدد؛ إلا أن تاريخ باتمان قد ظل معظمه بدون تغيير في هذه السلسلة. كما استؤنف إصدار أعداد مجلة «باتمان المتحد» في عام 2012 لاستكمال قصة «الطاغوت».
منذ بداية الـ52 الجديدة، كان سكوت سنايدر هو الكاتب الرئيسي لباتمان. وكانت أول قصة كبيرة له بعنوان «ليلة البوم»، حيث واجه باتمان محكمة البوم، وهي جمعية سرية تسيطر على مدينة جوثام لعدة قرون. وكانت القصة الثانية «موت العائلة»، حيث يعود الجوكر لجوثام ويهاجم كل عضو من أعضاء أسرة باتمان في وقت واحد. أحدث قصة هي «باتمان: سنة صفر»، التي تعيد تعريف أصل باتمان في الـ52 الجديدة. ويتبعها باتمان العدد 0، نشرت في يونيو 2012، التي استكشفت سنوات الشخصية المبكرة.

## السيرة الذاتية للشخصية
لقد شهد تاريخ باتمان تعديلات مختلفة، سواء كانت صغيرة أو كبيرة. لكن ظلت بعضاً من عناصر تاريخ الشخصية مستمرة. وقد أشار الباحثين وليام يوريكيو وروبرتا أي بيرسون في وقت مبكر من عقد التسعينيات بقولهما: "خلافا لبعض الشخصيات الخيالية، فإن باتمان ليس لديه نص أصلي مبدئي وضع في فترة محددة، ولكن كان هناك إلى حد ما عدد كبير من النصوص السليمة التي ظهرت باستمرار على مدى أكثر من خمسة عقود "."
الحدث الرئيسي الثابت في قصص باتمان هو قصة الشخصية الأصلية. وهي تحكي عن بروس واين الطفل صغير، الذي صدم بعد رؤية والديه، الطبيب الدكتور توماس واين وزوجته مارثا، وهما يقتلان على يد قاطع طريق أمام عينيه. مما يدفعه لمحاربة الجريمة في مدينة جوثام بشخصية باتمان. وقد أشار بيرسون ويوريكو أيضًا أنه وراء أصل القصة وأحداث مثل إدخال شخصية روبن، «حتى وقت قريب، كانت الأحداث الثابتة والمتراكمة، والتالية والمقدسة قليلة العدد، » وهو وضع تغير لاحقًا بجهد متزايد من محرري باتمان مثل دينيس أونيل لضمان التناسق والاستمرارية بين القصص. وكان من الشائع أن بروس هة الوريث الوحيد من للعائلة، لكن الذي كان يجهله بروس نفسه والذي أخفياه عنه والداه تن لديه أخ أكبر منه بثلاث سنوات، إلّا أنّهم تعرضوا لحادث سير أصيب الطفل خلاله بجروح غائرة في الرأس، وأكد الأطباء على أنّه سيكون غير مستقر عقليًا، فما كان من الأبوين إلّا أن أودعوه داخل مؤسسة رعاية ليحيا بها بقية عمره، لكنهم لقيا حتفهما على يد قاطع طريق بأحد شوارع جوثام قبل إخبار بروس واين بهذا الأمر. بعد عدة سنوات يهرب توماس واين الابن من داخل مؤسسة الرعاية، ويصبح قاتلًا مقنعًا يعرف باسم Owlman، ويخوض باتمان صراعات ضده قبل أن يكتشف أنّه شقيقه الأكبر.[بحاجة لمصدر]

### العصر الذهبي
في الظهور الأول لباتمان في ديتيكتيف كومكس العدد 27، كان يعمل بالفعل كمحارب للجريمة، أصل شخصية باتمان قدمت للمرة الأولى في ديتيكتيف كومكس العدد 33 (نوفمبر 1939)، وتوسعت لاحقا في باتمان العدد 47. وطبقاً لهذه الأعداد، بروس واين هو ابن الدكتور توماس واين وزوجته مارثا، اثنان أغنياء جداً ونجوم المجتمع في مدينة جوثام. ترعرع بروس في واين مانور وعاش حياة سعيدة حتى سن الثامنة، عندما يتم قتل والديه بواسطة مجرم صغير يدعى جو تشيل وهم في طريقهم إلى البيت بعد عودتهم من السينما. في تلك الليلة، يقسم بروس واين على قضاء باقي حياته في محاربة الجريمة. يبدأ في ممارسة تدريبات جسدية وعقلية مكثفة وقاسية. ومع ذلك، يدرك أن هذه المهارات بمفردها لن تكون كافية. «المجرمون يخافون من الخرافات كثيراً، » قال وين، «لذلك يجب أن يكون تمويهي قادر على بث الرعب في قلوبهم. يجب أن أكون مخلوق من الليل، السواد، والرهبة...» وكأن تمت الاستجابة لرغباته، طارت الخفافيش فجأة من خلال النافذة، مما ألهم بروس باستخدام شخصية باتمان.
في السلاسل المبكرة، كانت مهنة باتمان باعتباره مقتص أكسبة غضب وحنق الشرطة. وخلال هذه الفترة، كان لبروس واين خطيبة اسمها جولي ماديسون. في باتمان العدد 1 قابل بهلوان سيرك يتيم، وهو ديك غرايسون، الذي أصبح صديقه وشريكه، روبن. أيضا أصبح باتمان أحد الأعضاء المؤسسين لجمعية العدل الأمريكية، على الرغم من أنه، (مثل سوبرمان)، عضوًا فخريًا، بالتالي شارك فقط في بعض الأحيان في الجمعية. علاقة باتمان مع القانون ذابت بسرعة، وأصبح عضوا فخريا في قسم شرطة مدينة جوثام. خلال هذا الوقت، ألفريد بينيورث وصل إلى واين مانور، وبعد اكتشاف الهوية السرية للثنائي، ينضم لخدمتهم ويصبح رئيسا للخدم.

### العصر الفضي
العصر الفضي من الكتب المصورة لدي سي كوميكس أحيانًا عقدت لتبدأ في عام 1956 عندما قدم الناشر باري ألين إصدار جديد محدث من فلاش. لم يكن هناك تغيير في شخصية باتمان بشكل كبير أواخر عقد 1950 وذلك للاستمرارية التي سيشار إليها بعد ذلك في إيرث وان، شحصية باتمان التي اتخذت في الفترة ما بين العصر الذهبي والفضي أدت إلى القصص في أواخر عقد 1950 وأوائل عقد 1960 والتي غالبا ما تميزت بالعديد من عناصر الخيال العلمي، ولم يتم تحديث شخصية باتمان بشكل كبير على غرار الشخصيات الأخرى حتى ظهور العدد 327 من ديتيكتيف كوميكس في (مايو 1964)، والتي يعود باتمان فيها إلى جذوره كرجل مباحث، مع التخلص من معظم عناصر الخيال العلمي من هذه السلسلة.
بعد إدخال مالتيفيرس من دي سي كوميكس في عقد 1960، رسخت دي سي أن القصص من نجم العصر الذهبي باتمان الأرض الثانية، هي شخصية من عالم مواز. هذه النسخة من شركاء باتمان وزواجه في الأرض الثانية من المرأة القطة، سيلينا كايل (كما هو موضح في سوبرمان فاميلي العدد رقم 211)، وابنتهما هيلينا واين، وتسمى أيضًا بالصيادة «هانتريس»، ويصبحوا (جنبا إلى جنب مع ديك غرايسون، روبن الثاني) حماة مدينة جوثام عندما يتقاعد واين من منصبه ليصبح مفوض الشرطة، وهو المنصب الذي يشغله حتى مقتله خلال مغامرته الأخيرة كباتمان. ولكن في كثير من الأحيان تجاهلت عناوين باتمان أن هناك تمييز قد تم بين ما قبل وما بعد تجديد شخصيات باتمان (خلافا لفلاش أو المصباح الأخضر، نشرت قصص باتمان دون انقطاع خلال عقد 1950)، وكان هناك في بعض الأحيان إشارة إلى قصص من العصر الذهبي. ومع ذلك، تم تغيير تفاصيل تاريخ باتمان أو تم توسيعها من عبر العقود. وتشمل الإضافات لقاءات مع سوبرمان في المستقبل أثناء شبابه، وتربيته من قبل عمه فيليب واين (عرض في باتمان العدد 208، يناير وفبراير 1969) بعد وفاة والديه، وظهور والده معه كما في الإصدارات الأولية من باتمان وروبن، وفي عام 1980 كلف آنذاك المحرر بول ليفيتز بكتابة السلسلة المحدودة أنتولد ليجيند أوف باتمان ليؤرخ أصل وتاريخ باتمان بدقة.
اجتمع باتمان وعمل بانتظام مع الأبطال الآخرين خلال العصر الفضي، وأبرزهم سوبرمان، الذي بدأ بالعمل معة وكون معه فريق في سلسلة أروع قصص مصورة في العالم، بدءًا من عام 1954، واستمر معه حتى إلغاء السلسلة في عام 1986. عادة ما يصور باتمان وسوبرمان كأصدقاء مقربين. باتمان أصبح عضوًا مؤسسًا لفرقة العدالة الأمريكية، التي ظهرت في أول قصة في عقد 1960 الشجاع والجريء العدد 28. في عقد 1970 و1980، الشجاع والجريء أصبح عنوانا لباتمان، الذي أصبح فيها باتمان يكون فريقاً مع بطل خارق مختلف من عالم دي سي كل شهر.
في عام 1969، ذهب ديك غرايسون للكلية كجزء من الجهود التي تقوم بها دي سي كوميكس لتعديل قصص باتمان. بالإضافة إلى ذلك، ينتقل باتمان أيضا من قصره، واين مانور إلى شقة بنتهاوس على قمة مبنى مؤسسة وين في وسط مدينة جوثام، من أجل أن يكون أقرب إلى الجرائم في مدينة جوثام. أمضى باتمان عقد 1970 وأوائل عقد 1980 في العمل بشكل منفرد، مع تكوين فريق أحيانًا مع روبن أو باتجيرل. أصبحت مغامرات باتمان أيضًا أكثر قتامة خلال هذه الفترة، والتي تصور جرائم العنف على نحو متزايد، بما في ذلك أول ظهور (منذ أوائل العصر الذهبي) للجوكر باعتباره قاتل مختل عقليًا، ووصول رأس الغول، الإرهابي الموجود منذ قرون والذي يعرف هوية باتمان السرية. في عفد 1980، ديك غرايسون أصبح نايتوينغ.
في العدد الأخير من الشجاع والجريء في عام 1983، يخرج باتمان من رابطة العدل ويشكل مجموعة جديدة تسمى الغرباء. وكان يعمل كقائد للفريق حتى باتمان والغرباء العدد 32 (1986) وتغير اسم القصص المصورة لاحقًا.

### باتمان الحديث
بعد موضوع السلسلة المحدودة 12 أزمة على الأرض اللانهائية، قامت دي سي كوميكس بتحديث تواريخ بعض الشخصيات الرئيسية لتحديثها للجماهير المعاصرة، سرد فرانك ميلر أصل باتمان في قصة «سنة واحد» من باتمان الأعداد 404-407، والذي أكد فيها على اتخاذ موقف حازم لشخصية باتمان،  على الرغم من أنه تم مسح إيرث تو باتمان من التاريخ، العديد من قصص باتمان في العصر الفضي / إيرث وان و(جنبا إلى جنب مع مجموعة من العصر الذهبي) لا تزال أصلية في عالم ما بعد الأزمة، مع بقاء أصوله كما هي في جوهرها، على الرغم من التغيير. على سبيل المثال، شرطة جوثام معظمها فاسدة، مما تسبب في مزيد من الحاجة إلى وجود باتمان. بينما بقى ماضي ديك غرايسون كما هو، تاريخ جيسون تود، (روبن الثاني)، تم تبديله، وتحول الفتى إلى الابن اليتيم من محتال تافه، يحاول سرقة الإطارات من سيارة باتمان. وتمت أيضًا إزالة الوصي فيليب واين الذي يترك بروس الشاب ليربيه ألفريد بينيورث. بالإضافة إلى ذلك، باتمان لم يعد عضوًا مؤسسًا لجامعة العدل الأمريكية، على الرغم من أنه قد أصبح زعيمًا لفترة قصيرة في تجسيد جديد للفريق في عام 1987، للمساعدة في ملء الخلفية الدرامية المعدلة لأزمة باتمان التالية، أطلقت دي سي عنوانًا جديدًا لباتمان يدعى أساطير فارس الظلام في عام 1989، ونشرت العديد من السلاسل المصغرة والقصص، ومنذ ذلك الحين وهو يتواجد بشكل كبير خلال فترة «سنة واحدة». قصص مختلفة من جيف لوب ومات فاغنر لمست أيضا هذه الفترة.
في عام 1988 في قصة «باتمان: وفاة في العائلة». من باتمان الأعداد من 426-429، قتل جايسون تود (روبن الثاني) على يد الجوكر وفي وقت لاحق، أفرط باتمان في التهور في مكافحة الجريمة، نتيجة للألم لفقدانه جايسون تود. عمل باتمان منفردًا حتى نهاية العقد، عندما أصبح تيم دريك هو روبن الجديد. وفي عام 2005، أحيا الكتاب شخصية جايسون تود ووضعوه ضد معلمه السابق باسم ذا ريد هود.
شهدت العديد من قصص باتمان الكبرى منذ عقد 1990 عمليات انتقال بين العنوان لعدد من القضايا. في عام 1993، نشرت دي سي قصة «موت سوبرمان» وقصة «سقوط الفارس». في المرحلة الأولى لتلك القصص، الشرير الجديد باين سبب الشلل لباتمان، مما طلب واين من عزرائيل تولي هذا الدور. بعد انتهاء «سقوط الفارس» انقسمت القصة في اتجاهين، بعد كل من مغامرات عزرائيل وباتمان، وسعي بروس واين ليصبح باتمان مرة أخرى. تمت إعادة تنظيم القصة في «نهاية الفارس»، حيث أصبح عزرائيل عنيفا بشكل متزايد، وهزم من قبل بروس واين بعد شفائه. سلم واين عباءة باتمان لديك غرايسون (ثم نايتوينغ) لفترة مؤقتة، بينما تدرب واين للعودة إلى هذا الدور.
عام 1994 في قصة «ساعة الصفر» تم تغيير الجوانب المتعلقة بالاستمرارية مرة أخرى، بما في ذلك باتمان. ويذكر من بين هذه التغييرات هو أن عامة الناس والعناصر الإجرامية يعتبروا باتمان أسطورة المدينة بدلا من القوة المعروفة. وبالمثل، لم يتم أبدًا القبض على قاتل واين أو التعرف عليه، وإزالة جو تشيل بفعالية من الاستمرارية الجديدة.
أصبح باتمان مرة أخرى عضوًا في فرقة العدالة عام 1996 وذلك عند قيام غرانت موريسون بإعادة إطلاق السلسلة، بعنوان فرقة العدالة الأمريكية. بينما ساهم باتمان إلى حد كبير في كثير من نجاحات الفرقة وفرقة العدالة غير متورطة إلى حد كبير مثل باتمان ومدينة جوثام في مواجهة الكوارث في ختام العقد. في قصة «كارثة» في عام 1998، دمر زلزال مدينة جوثام وفي نهاية المطاف عزلت المدينة عن الولايات المتحدة. وحرمت من العديد من المصادر التكنولوجية، باتمان تقاتل لاستعادة المدينة من العصابات خلال عام 1999 في «المنطقة المحرمة».
وفي الوقت نفسه، العلاقة بين باتمان وإدارة شرطة مدينة جوثام تغيرت للأسوأ خلال أحداث قصة «باتمان: شرطي أصيب» و«باتمان: ألعاب الحرب / جرائم الحرب». ويطرد حلفاء باتمان المفوض جوردون وهارفي بولوك من قسم الشرطة في «شرطي أصيب»، في حين «ألعاب الحرب» و«جرائم الحرب» شهدت أن باتمان أصبح مطلوبًا فارًا من الشرطة بعد خطة طوارئ له لتحييد عالم الجريمة بمدينة جوثام قام بتشغيلها عن طريق الخطأ، مما أدت إلى حرب عصابات ضخمة انتهت بأن أصبح القناع الأسود السادي الحاكم بلا منازع لكل العصابات الإجرامية في المدينة. العديد من المشاكل الأخرى حدثت لباتمان في شكل ليكس لوثر (الشخصية السرية وراء أحداث قصة «الأرض المحرمة»)، الذي يسعى للانتقام من بروس واين عن طريق إلغاء جميع عقود شركته الحكومية بناء على انتخاب لوثر رئيس الولايات المتحدة. يخطط لوثر لقتل فيسبر الفتاة التي يعجب بها باتمان (في منتصف عقد 1990) خلال قصة «بروس واين: قاتل؟» و«بروس واين: الهارب». على الرغم من أن باتمان قادر على تبرئة اسمه، يفقد حليفة أخرى وهي حارسته الجديدة ساشا التي تم تجنيدها في المنظمة المعروفة باسم «كش ملك»، بينما تدخل السجن بسبب رفضها تقديم الأدلة ضد باتمان. في حين أنه لم يستطع أن يثبت أن لوثر كان وراء مقتل فيسبر، باتمان يحصل على انتقامه بمساعدة تاليا الغول في سوبرمان / باتمان الأعداد 1-6: ليس فقط أنه أسقط رئاسة ليكس لوثر من الرئاسة لكنه أيضا شارك في الاستيلاء على ممتلكات شركات لوثر، وإفلاس الشرير في هذه العملية.
في السلسلة المحدودة لدي سي في عام 2005 أزمة هوية تكشف أن عضو فرقة العدالة الأمريكية زاتانا قامت بتعديل ذكريات باتمان لمنعه من وقف الفرقة من تغيير عقل الدكتور لايت بعد أن اغتصب سو ديبني. وسبب هذا الأمر عدم ثقة باتمان الكاملة لزملائه الأبطال الخارقين بعد أن ترجع له ذاكرته، والتي، في ظل كتاب مثل مارك وايد في «برج بابل»، تجلت في قيام باتمان بحفظ ملفات موسعة عن كيفية قتل زملائه الأبطال الخارقين. يصنع باتمان لاحقا نظام الرصد الفضائي برازر آي للمراقبة وإذا لزم الأمر، لقتل الأبطال الآخرين. ويتم استخدامه في نهاية المطاف من قبل ماكسويل لورد الذي يقتل البطل الخارق بلوبيتل لمنعه من تنبيه فرقة العدالة عن وجود صنع باتمان القاتل. الكشف عن صنع باتمان والمسؤولية الضمنية له عن موت بلوبيتل تحول لقوة دافعة له في الفترة التي سبقت السلسلة المصغرة الأزمة اللانهائية، ذكر ألكسندر لوثر جونيور أن في تاريخ الكتابة الحديثة من «الأرض الجديدة»، التي تم كتابتها في العدد السابق، قاتل مارثا وتوماس واين جو تشيل اعتقل، وبالتالي التراجع عن ما تم إنشاؤه بعد ساعة الصفر. باتمان وفريق من الأبطال الخارقين تدمير برازر آي وأوماكس، وإن كان في النهاية يصل باتمان إلى نقطة انهيار واضحة عندما يصيب ألكسندر لوثر جونيور نايتوينغ إصابة بالغة. باتمان يحمل السلاح، ويكاد يطلق النار تقريبًا على لوثر من أجل الثأر لصديقه الحميم السابق، حتى تقنعه المرأة المعجزة بعدم الضغط على الزناد.
عقب الأزمة اللانهائية، بروس واين، ديك غرايسون (بعد أن تعافى من إصاباته)، وتيم دريك يقتفوا أثر الخطوات التي اتخذها بروس عندما غادر مدينة جوثام، «لإعادة بناء باتمان». في قصة «وجها لوجه»، يعود باتمان وروبن إلى مدينة جوثام بعد غياب طويل لسنوات. يتم التعرف على جزء من هذا الغياب خلال الأسبوع 30 من السلسلة 52، والذي يوضح أن باتمان كان يقاتل شياطينه الداخلية. في وقت لاحق في 52، يظهر باتمان وهو خاضع لطقوس التأمل الشديد في ناندا باربات. هذا يصبح جزءًا هامًا من عنوان باتمان، الذي يكشف أن باتمان قد ولد من جديد كمقاتل للجريمة أكثر فعالية حين تمر هذه الطقوس، بعد أن تم إزالة آخر آثار الخوف في ذهنه. في نهاية قصة «وجها لوجه»، يتبنى بروس رسميًا تيم (الذي فقد كلا والديه في مراحل مختلفة في تاريخ الشخصية) وابنه. والقصة التالية لباتمان، «باتمان والابن»، يشترك داميان واين، وهو ابن باتمان من تاليا الغول. مع باتمان، جنبًا إلى جنب مع سوبرمان والمرأة المعجزة، في فريق العدالة في سلسلة فريق العدالة الأمريكي الجديد، ويقود أحدث تجسيد لفريق الغرباء.
قصة غرانت موريسون لعام 2008 «باتمان أرقد في سلام» المميز باتمان قد تحطم بدنيًا وعقليًا عن طريق الشرير الغامض القفاز الأسود وجذب التغطية الإخبارية والإعلامية، وهو ما فتح باب التكهنات حول وفاة بروس واين. ومع ذلك، على الرغم من باتمان ظهر بأنه ربما يموت في نهاية القصة، في قصة «الأزمة النهائية»، باتمان نجا من حادث تحطم مروحيته في نهر مدينة جوثام ويعود إلى كهف بات، إلا أنه يتم استدعائه إلى قاعة العدل من قبل فرقة العدالة الأمريكية للمساعدة في التحقيق في وفاة أوريون في قصة نيو جادز، وفي القصة يتم اختطاف باتمان من قبل الجدة الطيبة وفحص عقله بواسطة توابع دارك سايد، وكجزء من المحاولات غير الناجحة لدارك سايد إلى خلق مستنسخين من بروس واين. تنتهي القصة باسترجاع باتمان الرصاصة التي استخدمت لقتل أوريون، واستخدامها في «الأزمة اللنهائية». وفي صفحات الأزمة اللنهائية نفسها، غرق العالم في اليأس من شر دارك سايد الجديد. في الأزمة النهائية العدد 6 باتمان يتصدى لدارك سايد ويعلن أنه سيقوم باستثناء لمرة واحدة في العمر عن طريق استخدام سلاح ناري عندما يواجه الشرير. باتمان يطلق النار على دارك سايد برصاصة أوريون في نفس الوقت الذي يقوم دارك سايد بإطلاق عقوبة أوميغا تجاه باتمان. يتم قتل دارك سايد ويتم تصغير باتمان إلى هيكل عظمي متفحم، مع ذلك، تظهر الأزمة النهائية العدد رقم 7، أن عقوبة أوميغا في الواقع أرسلت وعي ضحاياها إلى الماضي البعيد؛ واين يشهد وفاة أول رجل، أنثرو. موت واين وضع الثلاثة أجزاء من السلسلة المصغرة معركة من أجل القلنسوة حماة واين السابقين في منافسة على «حق» تولي دور باتمان، التي تختتم بأن يصبح غرايسون باتمان، في حين يأخذ تيم دريك درو ريد روبن. استمر ديك وداميان في دور باتمان وروبن وعبر قصة «الليلة الأكثر سوادا»، على ما يبدو أنه تم إعادة إحياء جثة بروس كزومبي، ولكن يظهر فيما بعد أن جثة بروس هي عبارة عن واحدة من التجارب الفاشلة من دارك سايد لاستنساخ باتمان. توصل ديك وأصدقاء باتمان الآخرين إلى أن بروس على قيد الحياة، يعود بروس لاحقًا في سلسلة موريسون المصغرة باتمان: عودة بروس واين، الذي يصور رحلاته عبر الزمن من عصور ما قبل التاريخ إلى العصر الحالي،  عودة بروس قدمت باتمان إنكوربوريتد، سلسلة مستمرة تركز على امتيازات واين من هوية باتمان في جميع أنحاء العالم، مما يتيح ديك وداميان للمواصلة في جوثام. بروس واين يعلن على الملأ أن الشركات سوف تساعد باتمان في مهمته، والمعروفة باسم «باتمان، إنكوربوريتد». بسبب استمرار إعادة التشغيل التي حدثت في دي سي عام 2011 بإعادة إطلاق كل الكتب، ومع ذلك، كتاب 52 الجديد، تم استعادة غرايسون في شخصية نايتوينغ مع واين عمل كباتمان منفردا مرة أخرى. إعادة الإطلاق قطعت أيضًا نشر باتمان، إنكوربوريتد، الذي استأنفت القصة في عام 2012 مع تغييرات لتتناسب مع الوضع الجديد.

## شخصية باتمان
صفات شخصية باتمان الرئيسية يمكن تلخيصها على النحو التالي: «الثروة، القوة البدنية؛ القدرات الاستنتاجية والهواجس» وقد اختلفت تفاصيل شخصية باتمان في الكتب المصورة عبر السنوات بسبب اختلاف الفرق الإبداعية. وقد أشار دينيس أونيل أن تناسق الشخصية لم يكن مصدر قلق كبير خلال الأنظمة الافتتاحية الأولى: «فقد صنع جولي شوارتز شخصية باتمان في باتمان والمحقق وصنع موراي بولتينوف شخصية باتمان في الشجاع والجريء وبصرف النظر عن الزي الذي كان يحمل تشابه ضئيل جدا لكلا الشخصيتين. لم يكن يريد جولي وموراي أن يتعاونا مع بعضهم البعض، ولم يطلبوا ذلك. كانت الاستمرارية ليست مهمة في تلك الأيام».
القوة المحركة وراء شخصية باتمان هي جريمة قتل والديه. ناقش بوب كين وبيل فينغر خلفية شخصية باتمان وقررا أنه «لا يوجد شيء أكثر صدمة من رؤية والديك مقتولين أمام عينيك». وعلى الرغم من الصدمة، كان دافع له للتدريب ليصبح عالم بارعt وتدريب جسده إلى الكمال الجسدي المطلق لمكافحة الجريمة في مدينة جوثام بشخصية باتمان، وهي فكرة مستوحاة من فكرة وين حول العقل الإجرامي.
شيء آخر من شخصية باتمان هو الاقتصاص. من أجل وقف الشر الذي بدأ مع وفاة والديه، يجب عليه أحيانًا كسر القوانين بنفسه. على الرغم من ظهور الشخصية بشكل مختلف من قبل فنانين مختلفين، فقد كانت التفاصيل والمكونات الرئيسية عن أصل باتمان لم تختلف غير مختلفة على الإطلاق في الكتب المصورة، و«تكرار أصل الشخصية الأساسي استمر بالرغم من اختلاف التعبيرات». أصل الشخصية هو مصدر صفات وسمات الشخصية، والتي تلازمه في عديد من مغامرات الشخصية.
غالبًا ما يقتص باتمان من الشخصيات الأخرى في قصصه. يرى فرانك ميلر شخصية باتمان "كشخصية ديونيسوس، قوة اللا سلطة التي تفرض نظاما فرديا". بارتدائه زي الوطواط، يزرع باتمان عمدًا شخصية مخيفة من أجل مساعدته في محاربة الجريمة،  والخوف نابع من ضمير المجرمين".

### بروس واين
باتمان، في شخصيته الحقيقية، بروس واين، هو صاحب أعمال ثري يعيش في مدينة جوثام، وين يحول الاشتباه عنه بالتصرف بشكل سطحي، كشخص أبله منغمس بالملذات يعيش معتمدًا على ثروة عائلته (جمعت من خلال الاستثمار في مجال العقارات قبل أن تصبح مدينة كبيرة صاخبة)،  وأرباح شركات واين، وهي الشركات العملاقة الموروثة. يدعم بها الأعمال الخيرية من خلال مؤسسة واين غير الربحية الخاصة به، ولكن من المعروف عنه بشكل واسع أنه نجم مجتمع بارز. وفي العلن فقد تظاهر بشرب الخمر، وذلك باستخدام مزر الزنجبيل لتشير إلى الشمبانيا ويقوم بتقديم الكحول للضيوف لكنه لم يشرب منه فعليًا. في الواقع، هو ممتنع عن شرب الكحول للحفاظ على أعلى معدل للياقة البدنية والبراعة العقلية. في الأماكن العامة، يظهر كثيرًا بصحبة مرأة العصرية لتشجيع الثرثرة الصحفية. في الواقع، هناك أقل مما تراه العين: على الرغم من أنه يعيش حياة رومانسية، مكافحة الجريمة تستمر لمعظم ساعات الليل.
شخصية بروس واين تحتسب كشخصية مملة، شخصية الابن الثري المنغمس في الملذات قد وجدت سابقا أدبيا في شخصية البطل السير برسيفال بلايكيني، في قصص الأناغالس الحقلي بواسطة إيما أوركزي عام (1903)، ودون دييغو دي لا فيغا، بطل حكايات زورو بواسطة جونستون مكولي (1919). مثل بروس واين، السير بيرسي ودون دييغو هما أعضاء طبقة النبلاء الذين يدعون الناس لإزدرائهم من خلال لعب دور الحمقى علنا. أيضًا، مثل بروس واين، يؤدوا الأعمال البطولية في السر.
وقد تم اختيار اسم «بروس واين» لدلالات معينة. يقول الشريك في منشئ الشخصية بيل فينغر «، لقد جاء الاسم الأول بروس واين من روبرت بروس، الوطني الإسكتلندي. واين كان مستهتر، وكان رجل من طبقة النبلاء. أنا بحثت عن الاسم الذي يوحي بالاستعمار. حاولت آدامز، هانكوك... ثم فكرت في ماد أنتوني واين».
كاتبوا قصص باتمان وسوبرمان غالبًا ما يقارنوا ويعارضوا بين الشخصيتين. تختلف التفسيرات تبعا للكاتب والقصة والتوقيت. لاحظ غرانت موريسون أن كلا البطلين «يؤمنون بنفس النوع من الأشياء» على الرغم من اختلاف اليوم أو الليلة التي تعرض أدوارهم البطولية. ولاحظ التباين الصارخ في هوياتهم الحقيقية. بروس واين وكلارك كينت ينتمان إلى طبقات اجتماعية مختلفة: «بروس لديه كبير الخدم، وكلارك لديه رئيس». كتاب تي جيمس موسلر إطلاق العنان للبطل الخارق في الولايات المتحدة كشف الدور الحاسم الذي لعبته الثروة في قصة بروس واين.
القصص الحديثة تميل إلى تصوير شخصية بروس واين كشخصية زائفة وشخصية باتمان هي شخصيته الحقيقية (سوبرمان على عكس ذلك حيث شخصية "كلارك كينت" هي الشخصية الحقيقية، وشخصية "سوبرمان هي الزائفة). وفي مسلسل باتمان غير مقتع، وهو مسلسل وثائقي تلفزيوني حول الدراسة النفسية للشخصية، لاحظ أستاذ مشارك في علم النفس الاجتماعي في جامعة كاليفورنيا، لوس أنجلوس، وعالم السلوك المساعد في معهد راند قطر للسياسات بنيامين كارني، أن شخصية باتمان تقودها الإنسانية المتأصلة بروس واين. أن "باتمان، لجميع منافعه وكل الوقت الذي يكرسه بروس واين له، هو في نهاية المطاف أداة لبروس واين لجعل العالم مكانا أفضل".
لاحظ ويل بروكر في كتابه باتمان غير مقنع أن «تأكيد هوية باتمان يقع على عاتق الجمهور الشاب... وأنه ليس عليه أن يكون بروس واين، وأنه يحتاج فقط البدلة والأدوات، والقدرات، والأهم من ذلك الأخلاق والإنسانية، هناك فقط إحساس عنه: وهو أنهم يثقون به... ولم يكونوا أبدًا على خطأ.»
بروس واين هو خريج كلية ييل للحقوق، كما رأينا في ديتيكتيف كومكس الحلقة 439 عام (1974)، والتي تظهر في الصفحة الأخيرة دبلومة كلية ييل للحقوق معلقة في مكتب بروس واين.

### ديك غرايسون
عمل روبن السابق ديك غرايسون كباتمان في مناسبتين. حيث شغل لفترة وجيزة شخصية باتمان لحين تعافي وين من إصابات العمود الفقري التي سببها «بين» في قصة نايتفال عام 1993. وارتدى عباءة باتمان مرة أخرى في القصص المصورة عام 2009 عندما كان يعتقد أن واين قد مات، وكان بمثابة باتمان الثاني حتى بعد عودة واين في 2010. بداية من كتاب عام 2011، عاد روبن إلى شخصية نايتوينغ.
في مقابلة مع آي جي إن، وضح موريسون أن وجود ديك غرايسون كباتمان وداميان واين كروبن على «عكس» الديناميكية الطبيعية بين باتمان وروبن، مع «، مزيد من رعونة وعفوية باتمان وعبوس وخطورة روبن». موريسون فسر نواياه لتوصيف الشخصية الجديدة لباتمان: «ديك غرايسون هو هذا نوع من الأبطال الخارقين من الطراز الأول وكان شريك باتمان منذ أن كان طفلا، وقاد فريق تيين تايتنز في سن المراهقة، وتدرب مع الجميع عالم دي سي. فهو نوع مختلف جدا عن باتمان وأسهل كثيرًا. وأكثر مرونة وأكثر استرخاء.»

## خصائص شخصية باتمان

### المهارات والقدرات
لا يمتلك باتمان أي قدرات خارقة للطبيعة على عكس جميع الأبطال الخياليين ولكنه بدلًا من ذلك يستخدم التكنولوجيا والعلم وذكاءه وثروته وقوته الجسمانية في حربه ضد الجريمة. كما يستخدم مهاراته وبراعته في البحث واكتشاف الجرائم،  ففي القصص، يعتبر باتمان واحدًا من أعظم رجال المباحث في العالم وأعظم حلال لألغاز الجرائم في العالم. في أول قصة لغرانت موريسون في فرقة العدالة، سوبرمان وصف باتمان بأنه «أخطر رجل على الأرض»، قادر على هزيمة فريق من الأجانب الخارقين بنفسه من أجل إنقاذ زملائه المسجونين. وقد أمضى جزءًا كبيرًا من حياته في السفر حول العالم واكتساب المهارات اللازمة للمساعدة في حربه ضد الجريمة. المعرفة والخبرة والانضباط التي لديه جعلت من شخصيته تقريبًا شخصية لا مثيل لها من أي شخصية أخرى من شخصيات DC.
باتمان هو خبير في تقنيات الاستجواب وغالبًا ما يستخدم أساليب تنفيذ القانون، فضلًا عن التعذيب. بعض أساليبه تشمل تعليق شخص على حافة مبنى من ساقه أو ربط شخص بالسلاسل رأسًا على عقب وضربه. ويستخدم عادة مظهره المخيف للحصول على إجابات. وقد وصف باتمان مرارا باعتباره واحدا من أعظم المقاتلين في عالم DC. وقيل إن مهاراته في فنون الدفاع عن النفس تنافس شخصيات المقاتلين المعروفين كالسيدة شيفا، النمر البرونز، وريتشارد دراغون.
باتمان لديه القدرة على العمل في حين تحمل كميات هائلة من الألم الجسدي، مقاومة التخاطر والسيطرة على العقل. كما أنه سيد التنكر، وغالبًا يجمع المعلومات تحت هوية ماتشيز مالون، رجل عصابات سيئ السمعة. كما يتقن أيضا التجسس، وبالتالي الاختباء في أماكن غير متوقعة. تدريباته في النينجوتسو قد جعله سيد التخفي حيث يمكن أن يظهر ويختفي في حالات مستحيلة إلى حد ما. وهو يمتلك مهارات الملاحظة والتفكير المنطقي، وعلم الطب الشرعي. وهو أيضا ماهر في فن الهروب، مما يسمح له الهروب من أفخاخ موت لا مفر منها تقريبا مع القليل جدًا من أي أضرار قد تصيبه.

### النُبل
أنّ باتمان في بداياته لم يكن ذلك الشخص النبيل الرافض للقتل طيلة الوقت، حيث انه في الأعداد الأولى من Batman Comics تضمنت العديد من المشاهد العنيفة له، حيث ظهر على صفحاتها في صورة الخارق الجبار الذي لا يرحم خصومه واعدائه، ويستخدم ضدهم أشكال من التعذيب ويفتك بهم اعتمادًا على مختلف أنواع الأسلحة النارية، لكن مع مرور الوقت تم تطوير شخصيته ليصبح البطل الخارق الأكثر نبلًا، والأكثر التزامًا بالقوانين والخطوط الحمراء التي لا يتخطاها. كما أصبح لديه قوانين خاصة يلتزم بها، أبرزها القواعد التي يتبعها مثل “لا لاستخدام للمسدسات … لا للقتل” حتى أنّه يرفض استخدام الأسلحة النارية، ويرغب في تحقيق العدالة ومن ثم يرى أنّ دوره ينتهي عند الإيقاع بالمجرمين وتسليمهم إلى الشرطة. ففي أفلامه لم يكن يحاول قتل أي من الخصوم مثل الجوكر أو ذو الوجهين.[بحاجة لمصدر]

### الزي

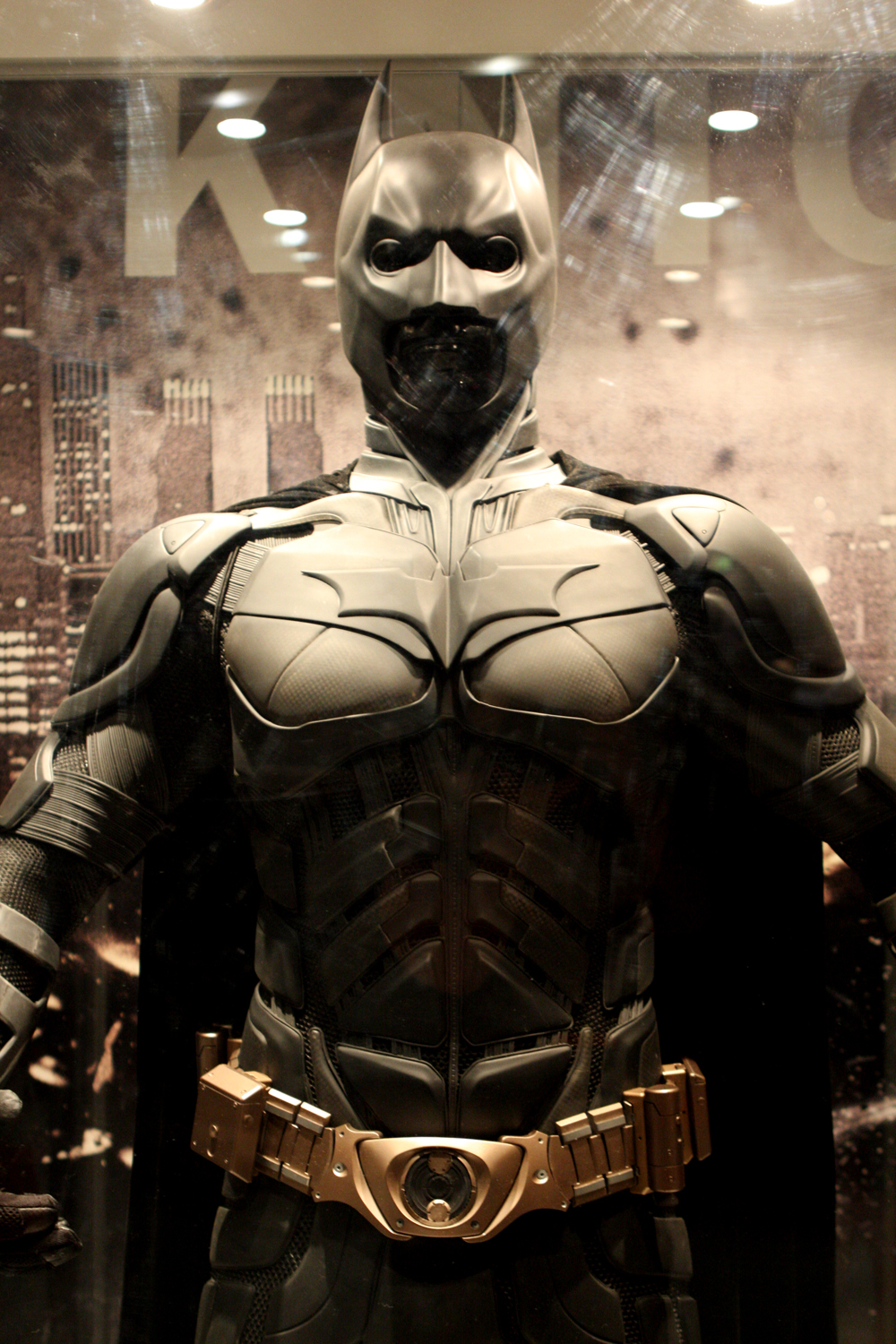
زي باتمان من فيلم نهوض فارس الظلام.

يتضمن زي باتمان صور للوطواط من أجل تخويف المجرمين. ويتغير زي باتمان مرارا وتكرارا من خلال مختلف القصص ووسائل الإعلام، ولكن العنصر الأكثر تميزا هو الحرملة والقناع الذي يغطي معظم وجهه، ويضم القناع زوج من آذان الخفافيش، وشعار الوطواط على الصدر، وحزام الأدوات. ألوان الزي هي «زرقاء ورمادية»،  على الرغم من أن هذا التلوين نشأ بسبب الطريقة التي تم التلوين بها في الكتاب. ساعده زي الوطواط في القتال ضد أعداءه، ويحوي الزي خصائص كل من الكيفلر والنومكس. مما يحميه من إطلاق النار وآثار هامة أخرى. ومع ذلك، السمة الأكثر بروزاً في شخصية باتمان هو التزامه القوي بتحقيق العدالة وعدم رغبته في القتل، بغض النظر عن الموقف الذي يواجهه. مما أكسبه احترام العديد من الأبطال في عالم دي سي، وأبرزهم سوبرمان والمرأة المعجزة.
وضع فينغر وكين تصور لباتمان وهو وجود الحرملة السوداء والقناع والبذلة الرمادية، ولكن الاتفاق في التلوين جعل الأسود مع الأزرق. وقد طالب بهذا التلوين لاري فورد، في الأماكن، والسلطة، المواقف، والمناظر: جغرافيا الأفلام، لتكون انعكاس للون التقليدي، الذي يرى «الأشرار» يرتدون الألوان الداكنة.
تتميز قفازات باتمان عادة بثلاثة حواف تبرز من الذراع، والقفازات تشبه الأصفاد، على الرغم من أنه في أقرب ظهور له ارتدى قفازات قصيرة دون الحواف. تمت إضافة شكل بيضاوي أصفر حول شعار الخفاش على صدره في عام 1964، وأصبح هذا هو رمز البطل، أقرب إلى حرف "S" الأحمر والأصفر رمز سوبرمان. في نظرة شاملة للشخصية، خاصة طول الأذنين في القناع، يعتمد الاختلاف الكبير على الفنان. وقال دينيس أونيل، "نحن نقول الآن أن باتمان لديه مائتي بدلة معلقة في كهف باتمان بحيث لا يجب أن يتشابه الزي لمن يحب رسم باتمان، والجميع يريد أن يضع لمسته في ذلك.

### الأدوات
يستخدم باتمان ترسانة كبيرة من الأدوات المتخصصة في حربه ضد الجريمة، والتصاميم عادة ما تكون حول فكرة الخفافيش. مؤرخ باتمان ليس دانيلز نسب لغاردنر فوكس فكرة إنشاء ترسانة باتمان مع إدخال حزام الأدوات في ديتيكتيف كوميكس الحلقة 29 (يوليو 1939) وأول الأسلحة ذات طابع الوطواط كانت باتارانغ وباتغريو في ديتيكتيف كوميكس الحلقة 31 و32. (سبتمبر، أكتوبر 1939)، المركبة الرئيسية لباتمان هي سيارة الوطواط (بالإنجليزية: Batmobile)، والتي عادة ما تصور كسيارة سوداء مع وجود زعانف كبيرة والتي تشير إلى أجنحة الخفافيش. وتشمل مركبات باتمان الأخرى طائرة بات Batplane (ويعرف أيضا باسم جناح بات Batwing)، قارب بات Batboat، غواصة بات Bat-Sub، ودراجة بات النارية Batcycle.
عمليًا، نادرًا ما يتم استخدام كلمة «بات» البادئة (كما في batmobile أو batarang) بواسطة باتمان نفسه عند الإشارة إلى معداته، خاصة بعدما تم عرضه (أولا مسلسل باتمان في عقد 1960 ومسلسل الرسوم المتحركة الأصدقاء الخارقون). لدى باتمان ترسانة تضم أسماء بات "bat-"، كما في حاسوب بات، ماسح بات الضوئي، رادار بات، أصفاد بات، طوافات بات، موزع مياه بات، وكاميرا بات، طارد خفافيش بات، رذاذ بات، وحبل بات. قصة «موت في العائلة» أشارت إلى أن نظرا لطبيعة باتمان القاتمة، فمن غير المرجح أنه قد استخدم كلمة «بات» البادئة من تلقاء نفسه.
يبقي باتمان معظم أدواته في حزام الأدوات. على مر السنين اتضح أن الحزام يتضمن مجموعة متنوعة لا حدود لها تقريبًا من أدوات مكافحة الجريمة. إصدارات مختلفة من الحزام تحتوي على هذه العناصر المخزنة في أي من الحقائب أو الاسطوانات الصلبة التي تعلق بالتساوي حوله. والاستثناء الرئيسي لمجموعة معدات باتمان هي الأسلحة النارية التقليدية، التي يرفض استخدامها على مبدأ أن هذه الأسلحة كانت أداة قتل والديه. التصور الحديث لباتمان هو أن يكون لديه تنازلات من أجل التطبيق العملي بتسليح المركبات الخاصة به لغرض إزالة العقبات أو تعطيل مركبات العدو.

### إشارة باتمان
عند الحاجة لباتمان تقوم شرطة مدينة غوثام بتفعيل كشاف مع شارة على شكل وطواط خلال عدسة تسمى إشارة بات، التي تضيء في سماء الليل، ويظهر رمز الوطواط على سحابة عابرة والذي يمكن رؤيته من أي نقطة في جوثام. مصدر الإشارة يختلف، اعتمادا على الاستمرارية والبيئة.
في العديد من التجسيدات، وأبرزها مسلسل باتمان في عقد 1960، لدى المفوض جوردون أيضًا خط هاتف مخصص، ويطلق عليها اسم هاتف بات، متصلًا إلى هاتف أحمر (في المسلسل التلفزيوني) الذي يستقر على قاعدة خشبية وله غطاء كعك شفاف يغطيه من على القمة. خط الهاتف يربط مباشرة إلى مقر باتمان، واين مانور، وتحديدا إلى هاتف مماثل يستقر على طاولة في مكتب بروس واين وامتداد الهاتف في كهف باتمان.

### كهف باتمان
كهف باتمان هو مقر باتمان السري، عبارة عن سلسلة من الكهوف تحت الأرض تحت قصره، واين مانور. وهي بمثابة مركز القيادة الخاص به، للمراقبة المحلية والعالمية، فضلًا عن كونه مكان المركبات والمعدات اللازمة لحربه على الجريمة. وهو أيضًا مخزن لتذكارات باتمان. في كل من كتاب باتمان: ظل بات (العدد رقم 45) وفيلم بداية باتمان عام 2005، يقال أن الكهف كان جزءًا من خط سكة حديد تحت الأرض. قليل من الأبطال والأشرار الذين يرون كهف باتمان، ويعرفون أين يقع.

## الشخصيات

### أصدقاء باتمان
- روبن: صديق باتمان وشريكه في محاربة الجريمة، صرح بيل فينغر أنه يريد أن يضع شخصية روبن لأن "باتمان لم يكن لديه أي شخص للتحدث معه، مما سبب له بعض التعب وجعله دائم التفكير. أول شخصية لروبن، كانت ديك غرايسون، ظهرت في عام 1940.ترعرع في عقد 1970، وذهب إلى الكلية وأصبح البطل نايتوينغ. أما ثاني شخصية لروبن، كانت جيسون تود، ظهرت في عقد 1980 وتبعاً لأحداث القصة فإنه تعرض للضرب بشدة وفي نهاية المطاف قتل في انفجار على يد الجوكر، لكن تم إحياؤه لاحقاً كعدو باستخدام شخصية الجوكر القديمة، ذا ريد هود. كاري كيلي، كانت أول امرأة تجسد شخصية روبن في قصص باتمان، كان روبن النهائي في سلسلة روايات فرانك ميلر المصورة عودة فارس الظلام وفارس الظلام يضرب مجدداً، يحارب مع باتمان الكبير في السن في السلسلة الرئيسية. روبن الثالث كان تيم دريك، الذي ظهر لأول مرة في عام 1989. ووصل للنجومية بالحصول على سلسلة القصص المصورة الخاصة به. في العقد الأول من الألفية الجديدة، كانت ستيفاني براون الشخصية الرابعة لروبن بدور ذا سبويلر وباتغيرل. بعد وفاة ستيفاني براون، استأنف ديك غرايسون دور روبن لبعض الوقت. وفي النهاية مر الدور إلى داميان واين، البالغ من العمر عشر سنوات، وهو ابن بروس واين وتاليا الغول، في أواخر عقد 2000، انتهت حيازة داميان واين للدور بعد مقتله في صفحات كتاب باتمان إنكوربوريتيد في عام 2013، دور روبن القادم هو هاربر رو، وهي امرأة شابة تتجنب اسم روبن، وظهرت تحت اسم بلوبيرد في عام 2014، على عكس شخصيات روبن، بلوبيرد مستعدة ومتاح لها استخدام الأسلحة النارية.
- ألفريد بيني وورث: ألفريد هو خادم بروس واين الدؤوب، ومساعده، وكبير خدمه، وكاتم أسراره، وأفضل صديق له، ويعتبر بمثابة الأب له. حيث استطاع إنقاذ «بروس» الصغير حتى أصبح الرجل الوطواط على ما هو عليه، وهو الوحيد الذي كان يعرف حقيقة شخصيته وهو الذي يجهز أدواته، وربما كانت مهمته المفضلة هي رف ثياب الوطواط بعد إصابته في أي مواجهة. في التفسيرات الحديثة، وصل ألفريد إلى درجة أنه كان الوصي القانوني لبروس بعد وفاة والديه. في بعض الأحيان دعي ب«باتمان الباتمان». كما قام ألفريد بترويح كوميدي، حيث بعض مواقفه الساخرة والتهكمية غالبا ما أضافت نوع من الدعابة في الحوار بينه وبين باتمان. ألفريد هو جزء أساسي وهام من أسطورة باتمان، ظهرت الشخصية لأول مرة في باتمان العدد 16 (أبريل ومايو 1943)، وابتكرها الكتاب بوب كين وبيل فينغر، والفنان جيري روبنسون، كما ظهر في معظم وسائل الإعلام الأخرى لتجسيد الشخصية.
- المفوض جيمس غوردون: هو مفوض الشرطة في مدينة غوثام. وهو حليف باتمان كما يشاركه التزامه العميق بتخليص المدينة المظلمة والفاسدة من الجريمة. في العصر الذهبي والفضي للقصص المصورة وفي مسلسل باتمان التلفزيوني الذي عرض في عقد 1960، وثق جوردون تمامًا بباتمان، وفي أوقات كثيرة اعتمد عليه. في معظم القصص الحديثة، هو متشكك بعض الشيء من طريقة الاقتصاص التي يمارسها باتمان لكنه يعترف بضرورة وجود باتمان ولديهما احترام متبادل وصداقة ضمنية. علاقة غوردون مع باتمان واتصالاته مع الشرطة هي مماثلة للعلاقة بين شرلوك هولمز والمفتش ليستراد. وهو كان زوج باربرا كين غوردون، بعد طلاقه من سارة إيسن غوردون. غوردون أيضا والد جيمس جوردون جونيور، وهو والده أو والده بالتبني، (اعتمادا على الاستمرارية)، من باربرا غوردن، أول فتاة وطواط حديثة، ولفترة كانت وسيطة معلومات بعد إصابتها بالشلل النصفي. ابتكر الشخصية بيل فينغر وبوب كين.

### أعداء باتمان
واجه باتمان أعداء مختلفين يتراوحون ما بين المجرمين العاديين والمجرمين الخارقين. من أشهر هؤلاء المجرمين:
- الجوكر: يعد الجوكر عدو باتمان اللدود. كونه تسبب مباشرة في عدة مآسي في حياة باتمان كشلل باربارا غوردون ووفاة جيسون تود (روبن الثاني). الشخصية من تأليف كل من جيري روبنسون وبيل فينغر وبوب كين. أول ظهوره كان ربيع 1940 في باتمان ، طوال ظهوره في القصص المصورة، يظهر الجوكر في صورة مجرم خبير تعددت أوصافه. الصورة الأصلية والسائدة حاليا هي السايكوبات الذكي جدًا ذو الحس الفكاهي السادي، في حين صوره كتاب آخرون أنه مخادع غريب الأطوار. بالمثل، طوال قصة الشخصية الطويلة، هناك عدة حكايات مختلفة تحكي عن أصلها. والأكثر شيوعا منها تصوره سقط في خزان نفايات كيميائية بيضت جلده وحولت شعره إلى اللون الأخضر وشفتيه إلى الأحمر الإمع، معطية إياه مظهر مهرج.
- البطريق: هو أقدم أعدائه وأكثرهم استمرارا في مواجهته، الشخصية من تأليف كل من بوب كين وبيل فينغر، البطريق هو رجل بدين قصير ومعروف عنه حبه للطيور وله مظلاته الخاصة ذات التقنية العالية. زعيم عصابة ولص، وقال أنه يتخيل نفسه بأنه «سيد الجريمة؛» يوفر عمله في الملهى الليلي الخاص به غطاء لنشاطه الإجرامي، والذي يستخدمه باتمان أحيانًا كمصدر للمعلومات في عالم الجريمة. خلافًا لمعظم أعداء باتمان، البطريق يمتاز بالعقلانية والسيطرة على أفعاله، وهي الميزات التي تساعده على الحفاظ على علاقة فريدة مع خصمه.
- رجل الألغاز: ريدلر أو رجل الألغاز هو عدو باتمان المهووس بالأحاجي، الألغاز وألعاب الكلمات. ويقوم بعمل إنذار مسبق سواء لباتمان أو للشرطة عن خططه ويضع خيوط معقدة لحلها، تتميز جرائم رجل الألغاز بالغموض ويتفاخر بها. يرتدي قناع دومينو مع بدلة خضراء وقبعة، أو ملابس خضراء يطبع عليها علامات استفهام. ابتكر الشخصية كلاً من بيل فينغر وديك سبرينغ.
- ذو الوجهين: هو هارفي دينت المدعي العام لمدينة غوثام، كان رجلاً شريفً وكان حليف لباتمان، ألقى على وجهه حمض تسبب في تشوه نصف وجه، مما جعله يفقد عقله ويتحول ليصبح أحد رؤساء الجريمة في المدينة، يحمل عملة معدنية ويقوم بإلقاءها في الهواء قبل اتخاذ أي قرار.
- الفزاعة: هو الدكتور جوناثان كرين، وهو طبيب نفسي مغرور ونرجسي، ويستخدم مجموعة متنوعة من المخدرات والتكتيكات النفسية لاستغلال مخاوف خصومه.
- المرأة القطة: عدوة باتمان والتي تجمعه بها علاقة غريبة تجمع بين الحب والكره.
- رأس الغول: يعتبر أحد أبرز أعداء باتمان. ترجم اسمه العربي في القصص كـ "The Demon's Heads". ابتكر هذه الشخصية الكاتب دينيس أونيل والفنان نيل آدامز، كما كان هناك صراع بينه وبين سوبرمان وغيره من الأبطال الخارقين.
- بين: يعد بين من أقوى أعداء باتمان جسديًا وفكريًا. كثيرًا ما ينسب إليه أنه الشرير الوحيد الذي «كسر الوطواط». ابتكر الشخصية تشاك ديكسون، دوغ مونش، وغراهام نولان.
- آيفي السامة: هي باميلا ليليان يسلي، وهي مهووسة بالنباتات وبعلم النباتات وحماية البيئة، تستخدم السموم من النباتات والفرمونات للسيطرة على العقول.
- مستر فريز: هو عالم يرتدي بدلة بدرجات حرارة منخفضة من أجل البقاء على قيد الحياة، ويبني جرائمه حول «البرودة» أو «الجليد»، ويستخدم «مسدس اشعة مجمدة» التي يجمد أهدافه بها. يعتقد أنه خبير التبريد العميق السابق الذي تعرض لحادث عمل أثناء محاولة علاج زوجته نورا المريضة الميؤوس من شفائها.

## التأثير الثقافي
أصبح باتمان رمز ثقافة شعبي، ومعروف في جميع أنحاء العالم. وتم توسيع حضور الشخصية لما بعد منشأ كتاب الكوميكس الخاص بها، جلبت أحداث مثل صدور فيلم باتمان عام 1989 والدعاية المرافقة له شخصية باتمان في صدارة الاهتمام العام". وفي مقال لإحياء الذكرى الستين للشخصية، كتبت الغارديان "باتمان هو شخصية غير واضحة بسبب التجديد اللانهائي له والتي هي الثقافة الجماهيرية الحديثة. فهو في آن واحد رمز وسلعة: أفضل شخصية ثقافية أثرية للقرن 21. وبالإضافة إلى ذلك، غالبًا ما تستخدم وسائل الإعلام الشخصية في دراسات تافهة وشاملة - حيث قدرت مجلة فوربس بروس واين ليكون ثامن أغنى شخصية وهمية بثروة تقدر ب 6.9 مليار دولار، وهو بعد العديد من الشخصيات مثل آيرون مان، الذي هو في المركز الخامس. أدرجت بيزنيسويك الشخصية كواحدة من أكثر عشرة أبطال خارقين ذكاء في الكوميكس الأمريكي. وضعت إنترتينمنت ويكلي باتمان كواحد من أروع 20 بطل في كل العصور في الثقافة الشعبية. كما وضع أيضاً في قائمة معهد الفيلم الأمريكي 100 عام و100 بطل وشرير عن فيلم باتمان عام 1989 بواسطة معهد الفيلم الأمريكي،  كما كانت الشخصية محور التركيز على الكتاب غير الروائي الصادر عام 2008 كن باتمان: إمكانية وجود بطل خارق بواسطة إي. بول زهر.

### في وسائل الإعلام الأخرى
ظهرت شخصية باتمان في وسائل الإعلام المختلفة بجانب الكتب المصورة. وقد تم تطوير الشخصية كوسيلة للصحف المتزامنة مع سلاسل الكوميكس، الكتب، الأعمال الدرامية الإذاعية، التلفزيون، العروض المسرحية، والعديد من الأفلام الروائية. كان التحويل الأول لشخصية باتمان في جريدة سلاسل كوميكس يومية وظهرت لأول مرة في 25 أكتوبر 1943. وفي نفس العام تم عرض الشخصية في 15 جزء من الفيلم المتسلسل باتمان، وأصبح لويس ويلسون أول ممثل يصور شخصية باتمان على الشاشة. بينما لم يحصل باتمان على مسلسل إذاعي خاصة به، ظهرت الشخصية كضيف شرف في المسلسل الإذاعي مغامرات سوبرمان التي بدأت في عام 1945 في المناسبات التي كان يحتاج فيها مؤدي صوت سوبرمان الممثل باد كوليير إجازة. الفيلم المتسلسل الثاني، باتمان وروبن، في عام 1949، أدى روبرت لوري دور باتمان. ظهور الشخصية في هذه العروض خلال عقد 1940 «ساعد على جعل [باتمان] اسما مألوفا للملايين الذين لم يشتروا كتب باتمان».
في نشر مجموعة القصص القصيرة «عد دكتور كاليغاري» لدونالد بارثيلمي في عام 1964، كتب بارثيلمي «أعظم انتصار للجوكر». صور باتمان لأغراض المحاكاة الساخرة كرجل غني يدعي التحدث بالفرنسية.
عرض المسلسل التلفزيوني باتمان، بطولة آدم ويست، لأول مرة في يناير 1966 على شبكة تلفزيون ABC. وكان المسلسل ذو طابع فكاهي، وأصبح العرض ظاهرة ثقافية شعبية. ذكر ويست في مذكراته، العودة إلى كهف بات، كراهيته لمصطلح 'كامب' والذي طبق على المسلسل في عقد 1960، وأردف أن المسلسل كان بدلا من ذلك هزلي أو محاكاة ساخرة، وجاء متعمدًا في ذلك. عرض المسلسل لـ120 حلقة، وانتهى في عام 1968، في فترة ما بين الموسمين الأول والثاني من المسلسل التلفزيوني باتمان قام طاقم التمثيل وطاقم العمل بإصدار فيلم باتمان عام 1966. أدى فريق ذا كينكس الأغنية الرئيسية من مسلسل باتمان في ألبوم لايف أت كيلفن هول عام 1967، أسفرت شعبية المسلسل التلفزيوني باتمان أيضا في أول ظهور لباتمان في الرسوم المتحركة في مسلسل ساعة باتمان / سوبرمان،  قطع باتمان من المسلسل تم إعادة تجميعها في مغامرات باتمان وباتمان وروبن الفتى المعجزة والتي أنتجت ثلاثة وثلاثون حلقة بين 1968 و1977. من عام 1973 حتى عام 1986، ولعب باتمان دور البطولة في مسلسل الرسوم المتحركة الأصدقاء الخارقون على شبكة ABC، من إنتاج هانا باربيرا. وأدى أولان سولي صوت باتمان في كل هذه المسلسلات، ولكن في النهاية تم استبداله بآدم ويست خلال مسلسل الأصدقاء الخارقون، والذي أدى أيضًا صوت الشخصية في مسلسل الرسوم المتحركة مغامرات باتمان الجديدة من إنتاج فيلميشن عام 1977.
في عام 1989، عاد باتمان إلى دور السينما بفيلم باتمان للمخرج تيم برتون، وأدى دور باتمان الممثل مايكل كيتون. وحقق الفيلم نجاحا كبيرا؛ ليس فقط كالفيلم الأكثر إيرادات في السنة، ولكن في ذلك الوقت كان الفيلم في المركز الخامس من أعلى إيرادات الأفلام في التاريخ،  عقب الفيلم ثلاثة أجزاء: عودة باتمان (1992)؛ باتمان للأبد (1995)، وباتمان وروبن (1997)، والأخيران هما من إخراج جويل شوماخر بدلا من برتون، واستبدل كيتون بفال كيلمر وجورج كلوني على التوالي، بالرغم من نجاح فيلم شوماخر الثاني في شباك التذاكر، فشلت في تحقيق أرباح أي من الأفلام السابقة وتعرض لانتقادات بالغة، مما جعل شركة وارنر برذرز تلغي فيلم باتمان المنتصر الذي كان من المزمع عمله وتوقف سلسلة الأفلام.
في عام 1992، عاد باتمان إلى التلفزيون في باتمان: مسلسل الرسوم المتحركة، من إنتاج وارنر براذرز أنيميشن وتبث على شبكة فوكس التلفزيونية. وصف ليز دانيلز السلسلة بأنها «أقرب من أي نص فني في تحديد مظهر باتمان في عقد 1990» في مرجع كتابه، باتمان: التاريخ الكامل. نجاح المسلسل أدى إلى نجاح فيلم الرسوم المتحركة باتمان: قناع الوهم، فضلا عن العديد من المسلسلات التلفزيونية الأخرى المتعلقة بالشخصية، وتشمل سوبرمان: مسلسل الرسوم المتحركة، مغامرات باتمان الجديدة، فريق العدالة، وفريق العدالة بلا حدود، أدى كيفن كونروي صوت باتمان في كل هذه الأعمال، تم وضع المسلسل المستقبلي باتمان بعد في قائمة الرسوم المتحركة لباتمان وسيؤدي دور باتمان الصوت الجديد الشاب لويل فرايدل، في عام 2004، ظهر مسلسل الرسوم المتحركة الجديد بعنوان باتمان لأول مرة وأدى رينو رومانو صوت الشخصية. وفي عام 2008، تم استبدال هذا العرض بمسلسل رسوم متحركة آخر بعنوان، باتمان: الشجاع والجريء، وأدى ديدريك بادر دور باتمان. في عام 2013، ظهر مسلسل رسوم متحركة منشأ بالحاسوب جديد بعنوان حذار من باتمان لأول مرة.
في عام 2005، صدر فيلم باتمان يبدأ في دور العرض وكان بمثابة ريبوت لسلسلة الأفلام؛ من إخراج كريستوفر نولان وبطولة كريستيان بيل في دور باتمان. وتبعه فيلم فارس الظلام عام 2008، وقد حطم الرقم القياسي لأعلى إيرادات في افتتاحية مطلع الأسبوع في التاريخ في الولايات المتحدة، وحقق حوالي 158 مليون دولار،  وأصبح أسرع الفيلم يصل إلى 400 مليون دولار في تاريخ السينما الأمريكية (اليوم الثامن عشر من الإصدار). شهدت هذه الأرقام القياسية الحاضرة نهاية عرض فيلم فارس الظلام محققاً ثاني أعلى ربح محلي لفيلم (في التاريخ) محققاً 533 مليون دولار، متفوقًا عليه فقط فيلم تيتانيك. وفي النهاية تلاه جزء آخر وهو، نهوض فارس الظلام عام 2012، والذي يعتبر ختام سلسلة أفلام نولان، في 22 أغسطس 2013، أعلنت وارنر براذرز بيكتشرز أن بن أفليك سوف يأخذ عباءة باتمان في تكملة فيلم رجل من حديد باتمان ضد سوبرمان: فجر العدالة.
ظهر باتمان أيضًا في العديد من ألعاب الفيديو، ومعظمها اتخذت من مختلف تجسيدات الشخصية في الأفلام السينمائية أو الرسوم المتحركة. من بين أنجح هذه الألعاب كانت باتمان: أركام أسايلم (2009)، والتي أصدرتها روك ستيدي ستوديوز لتنال إشادة من النقاد والجماهير. وأفاد موقع المراجعات ميتاكريتيك أنها حصلت على 92٪ من المراجعات الإيجابية. تبعها جزء باتمان: أركام سيتي والذي حصل أيضًا على إشادة كبيرة وحصل على 94٪ من المراجعات الإيجابية في ميتاكريتيك. كما هو الحال مع معظم وسائل الإعلام المتحركة لباتمان، قدم كيفن كونروي صوت الشخصية في هذه الألعاب. وفي الآونة الأخيرة، صدرت لعبة بعنوان باتمان: أركام أوريجنز (2013) وأصدرتها وارنر برذرز جيمز مونتريال.

### الأفلام السينمائية
| السنة | الفيلم                         | الاسم الأصلي بالإنجليزية           | قام بدور باتمان |
| ----- | ------------------------------ | ---------------------------------- | --------------- |
| 1966  | باتمان                         | Batman                             | آدم ويست        |
| 1989  | باتمان                         | Batman                             | مايكل كيتون     |
| 1992  | عودة باتمان                    | Batman Returns                     | مايكل كيتون     |
| 1995  | باتمان للأبد                   | Batman Forever                     | فال كيلمر       |
| 1997  | باتمان وروبن                   | Batman & Robin                     | جورج كلوني      |
| 2005  | بداية باتمان                   | Batman Begins                      | كريستيان بيل    |
| 2008  | فارس الظلام                    | The Dark Knight                    | كريستيان بيل    |
| 2012  | نهوض فارس الظلام               | The Dark Knight Rises              | كريستيان بيل    |
| 2016  | باتمان ضد سوبرمان: فجر العدالة | Batman v Superman: Dawn of Justice | بن أفليك        |
| 2022  | ذا باتمان                      | The Batman                         | روبرت باتينسون  |

## الإصدارات العربية
نشرت قصص باتمان باللغة العربية ابتداءً من سنة 1963 عن طريق دار المطبوعات المصورة في لبنان، وعُرِّب اسمه الشخصية ليصبح الرجل الوطواط أو الوطواط حصرًا. وكانت بداية نشر القصص ضمن سلسلة أسبوعية تصدرها الدار عرفت باسم سلسلة البطل الجبار، سلسلة مُستقلة له بعُنوان الوطواط عام 1965. وحولت الأسماء الأجنبية في السلسلة إلى عربية، فأصبح بروس واين يدعى «صبحي»، على سبيل المثال. وقد تخلل هذه السلاسل انقطاعات بسبب الحرب الأهلية اللبنانية لتستمر بعدها السلاسل حتى تسعينيات القرن العشرين، عندما توقف دار المطبوعات المصورة عن إصدارها، فتابعت المسيرة دار روايات الجيب بالقاهرة، على أنها لمّا بدأت في ترجمة قصص باتمان قدمته إلى الجماهير باسم «باتمان»، لتنشُر له إصدارين مُستقلين، وسلسلة منفصلة لمغامرات باتمان مع سوبرمان. أيضًا، كان لدار الرافدين العراقية محاولة في ترجمة قصص كل الأبطال الخارقين في سلسلتها «الرجل الخارق»، لكنها كانت قد ترجمت باتمان «خفاش».

## وصلات خارجية
- الموقع الرسمي
- فهرس باتمان إيرث-1
- فهرس باتمان إيرث-2
- فهرس باتمان بعد الأزمة
- السيرة الذاتية لباتمان في الدليل غير الرسمي لعالم دي سي
- باتمان (1940 - حتى الآن) كوميكس إنفنتوري
- باتمان على مشروع الدليل المفتوح